# Африканська міфологія

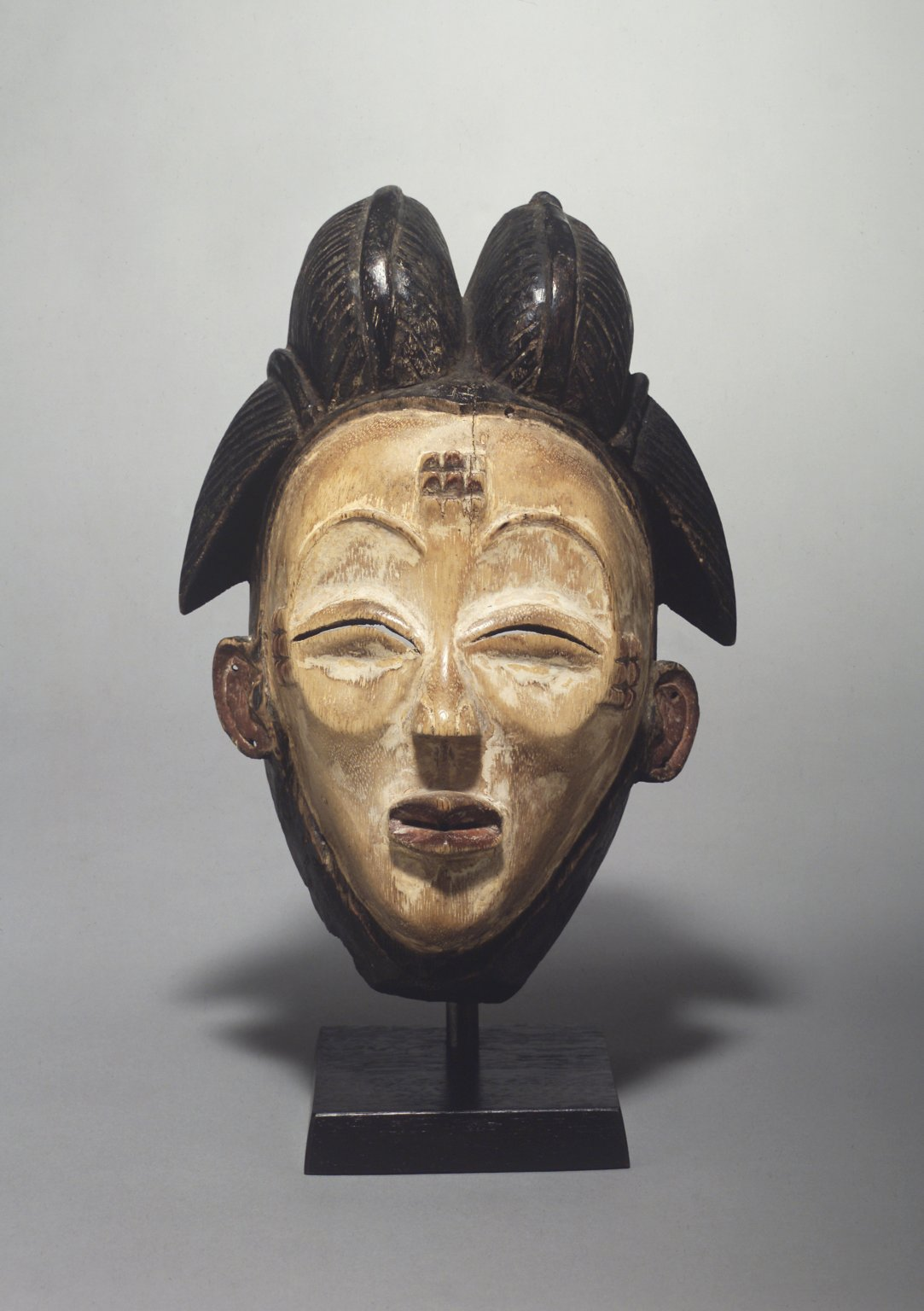
Маска (окуї)

Африка́нська міфоло́гія — міфологія африканського регіону, а саме негроїдних та інших народів, що живуть на південь від Сахари, не враховуючи арабських народів, які прийшли з Аравійського півострова на африканський континент, хоча арабська культура та іслам вплинули на сусідні африканські народи. Подекуди у різних африканських народів існують різні версії одного і того ж міфу, тому на думку деяких філологів (Еліс Вернер та ін.), африканський континент досить однорідний і їхні міфології можна розглядати узагальнено. Основні африканські вірування монотеїстичні. В них існують і духи, і предки, які оточують людей, але Бог у них тільки один. Особливе місце в релігійних уявленнях африканців займає світ духів, привидів і демонів. Африканські міфи дійшли до наших часів переважно у вигляді усних переказів, які в основному були записані в XIX і на початку XX ст. дослідниками-африканістами. Нерідко в цих творах можна зустріти суто християнські чи мусульманські елементи, які тісно переплелись із традиційними африканськими віруваннями.

## Космогонічні, теогонічні та антропологічні міфи

### Поняття верховного божества в міфах Африки і створення світу

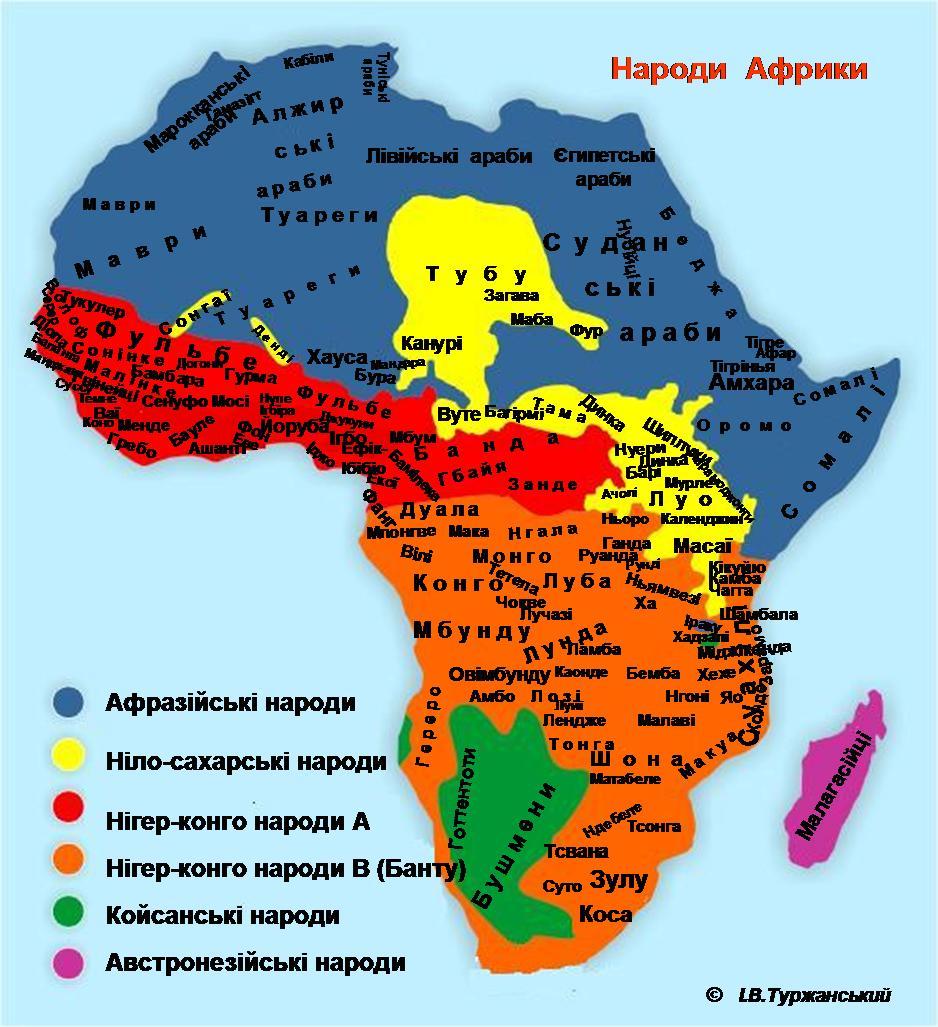
Народи Африки

Часто верховне божество в міфах африканських народів не є творцем світу. Найчастіше про світ говориться так, ніби він вже існував, а перші люди у більшості міфів спускаються з неба, приходять з якихось інших земель чи ніби з'являються самі собою. .
Раніше прийнято було вважати, що концепції верховного божества у народів Африки не існувало, а ті, що існують сьогодні, видозмінені завдяки християнських місіонерам та впливу ісламу на деякі народи. Ось що пише Вернер у своїй книзі: «майор Елліс, дізнавшись, що на території Золотого Берега використовується ім'я Ньянкупонг, справедливо припустив, що воно належить вищій сутності, але зробив висновок, що насправді це був „бог, запозичений у європейців, і який лише трохи змінив зовнішність“. Однак Роберт Сатерленд Раттрей, навпаки, „абсолютно переконаний“, що це не так, оскільки ім'я це зустрічається в приказках, „відомих старим людям народу ашанті, і майже зовсім невідомо молодим ашанті і цивілізованому суспільству“». Найчастіше африканці вірять, що верховне божество перебуває на небі або ж символізує його, чи ототожнюється з ним. Існує багато легенд про те, як верховне божество покинуло землю та вирушило на небо. У народу ашанті (Кот-д'Івуар) є міф про верховне божество, Оньянкопонга, який жив поруч із людьми, над землею. Одна стара жінка постійно готувала собі фуфу (товчений ямс) і товкачиком постійно потрапляла в Оньянкопонга, та зрештою чаша його терпіння переповнилась, і він з докором запитав у жінки чому та постійно штовхає його? Розгніваний, він вирішив піти на небо, таким чином залишивши людей без своєї милості. Тоді жінка звеліла усім своїм дітям зібрати ступки, які тільки у них є, і поставити одну на одну, щоб можна було дістатися неба. Коли діти це зробили, то виявилось, що їм не вистачає ще однієї ступки, щоб дістатися неба. Стара жінка звеліла взяти ступу, що була знизу, щоб поставити її зверху. І коли її діти це зробили, всі ступки попадали на землю й повбивали велику кількість людей. В інших племен Західної Африки це божество зветься Ньянкупонг.

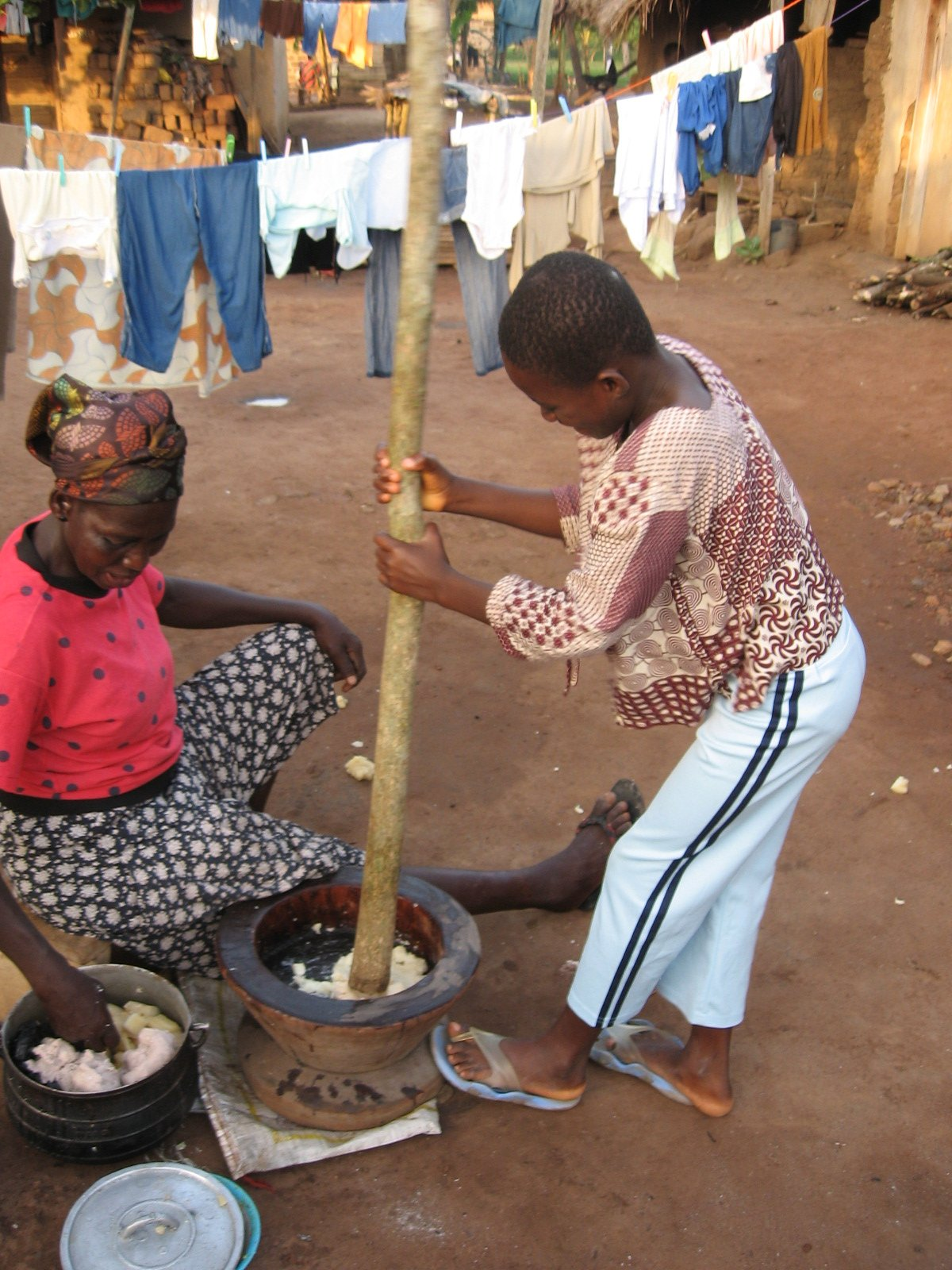
Приготування фуфу у ступці з допомогою товкачика

У племен бушонго (Намібія) верховне божество зветься Бумба. Він створив світ, призначив тотеми і вождів для племен, вирушивши після цього на небо через «страх перед людьми», і тепер висловлює інколи свою волю лише у снах та видіннях. Про створення ним світу бушонго розповідають: якось, коли ще земля була під водою, Бумба відчув біль у животі і вивергнув із себе Сонце, Місяць і зорі. Сонячне проміння осушило надлишок води, і таким чином з'явилась суша. Потім Бумба створив 8 живих істот — леопарда, орла, крокодила, маленьку рибку, черепаху, пантеру, білу чаплю, жука і козла. Від крокодила на світі з'явились плазуни, від рибки появились всі інші види риби, від жука — комахи, від чаплі — всі птахи, від козла — всі рогаті тварини. У Бумби ще було три сини. Старший створив термітів, середній — рослини, а молодший — коршака.
Серед багатьох африканських племен, в першу чергу яо (ваяо), ньянджа (Східна Африка) та інших, поширене ім'я верховного бога — Мулунгу, що також асоціюється з небом. Це ім'я витіснило собою повністю або частково інші імена верховного божества, на зразок Мпамбе, Чіута, Леза. Є міф, що Хамелеон мав звичку ставити пастки для риби. Одного разу він побачив у своїй пастці людей. Хамелеон привів цих людей до Мулунгу, і той дуже здивувався, побачивши істот схожих на нього. Мулунгу, як стверджують міфи, теж пішов на небо, коли люди почали вбивати тварин і палити ліси. Допоміг йому в цьому Павук, що спустив своє павутиння з дерева. Подібний міф є і у племені субійя (Замбія) — головний бог Леза піднявся на небо на павутині, але його вчинок нічим не був вмотивований, а коли люди полізли за богом на небо, то павутиння порвалось, і люди впали на землю.

### Поява людини в міфах

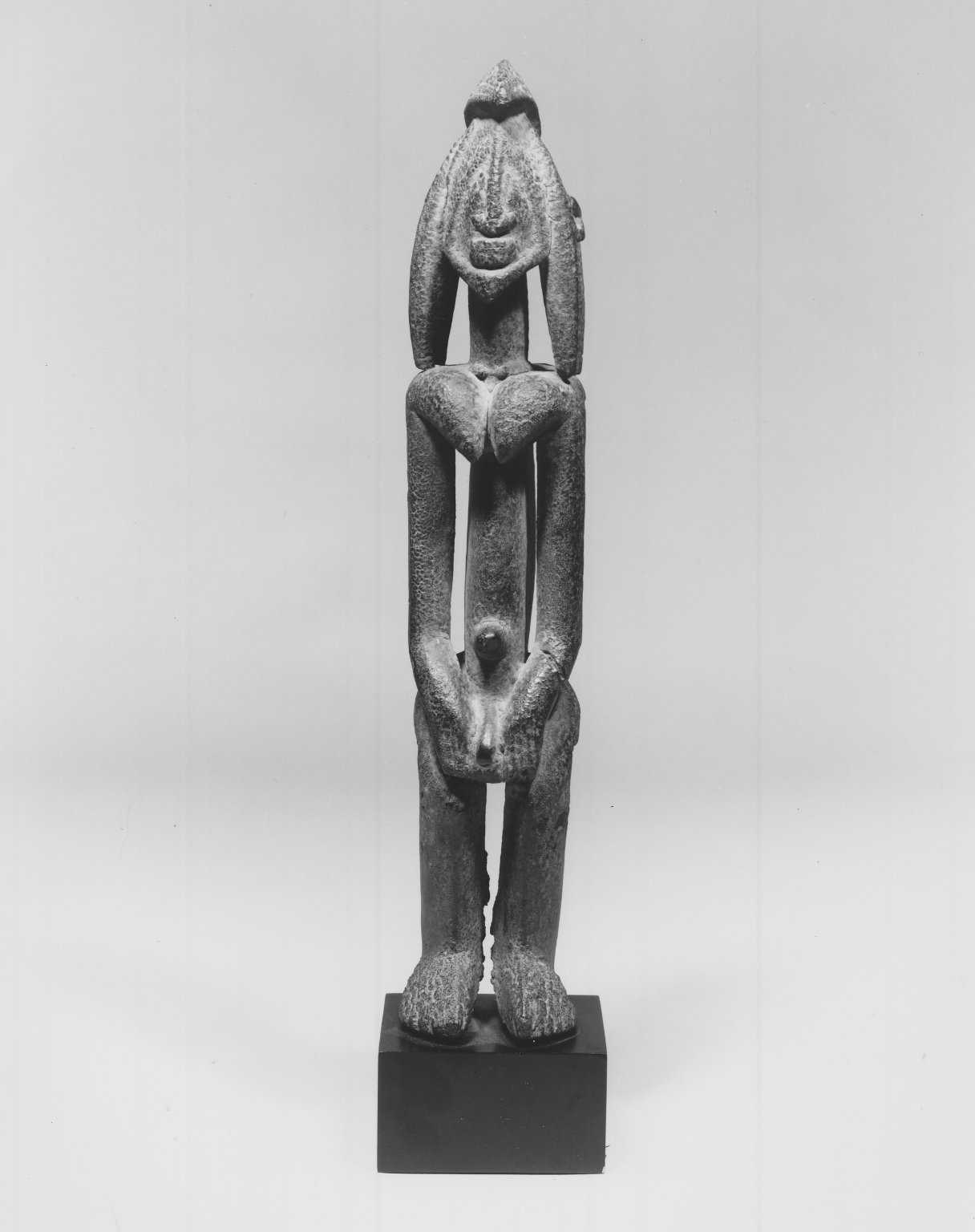
Статуя Номмо — творця життя у міфології догонів

У зулусів (Південно-Африканська Республіка) ім'я Ункулункулу означає «Безтілесну Силу», щось на зразок Мулунгу. Ункулункулу — це перша людина, один із духів предків (амадлозі). У бапеді і бавенда (Трансвааль) є божество, що теж є першою людиною — Рібімбі. Його син Худжана є творцем світу. Ункулунку один із перших хто з'явився з очерету — в багатьох африканських міфах існує віра в те, що перші люди з'явились з очерету. У народу тонга (Замбія, Зімбабве) є різні версії цього міфу: за одними з них, люди з різних племен появились з різних видів очерету, за іншими, з очеретини вийшли перші чоловік та жінка, коли очеретина луснула.
Гереро (Ангола, Намібія) вірять, що їхні предки виникли зі священного дерева, яке вони називають Омумборомбонга, а ботаніки його класифікують, як комбретум. Це дерево нібито росте в Каоковельді на південь від річки Кунене. Гереро підносять дереву зелені гілки, шанобливо кланяються йому і розмовляють з ним, самі собі відповідаючи.
У багатьох східноафриканських народів є дуже подібні легенди. Наприклад масаї (Кенія) стверджують, що «коли Бог (Нґаї) з'явився, щоб підготувати світ для заселення його людьми, він знайшов тут доробо, слониху і змію». Доробо (Кенія) — це плем'я мисливців. Тому Е. Вернер робить припущення, що доробо були корінним населенням теперішніх земель масаї. Згодом доробо завів собі корову, а пізніше посварився із змією. І от одного разу він її убив палицею, а коли слониха почала запитувати, куди поділась змія, той запевнив, що нічого не знає. Минув якийсь час, і слониха привела слоненя. Та згодом доробо розгнівався на слониху, що скаламутила воду в озері, коли він привів свою корову на водопій, і вбив її. Осиротіле слоненя пішло геть із тих земель і зустріло якось одного з масаї та розповіло все, що з ним трапилось. Масаї був настільки вражений, що захотів сам побачити доробо. Він побачив, що дім доробо був перевернутий Нґаї дверима до неба. Бог покликав доробо і сказав, щоб той завтра прийшов до нього, бо він має йому щось сказати. Масаї це почув і наступного дня прийшов до Нґаї раніше доробо і видав себе за останнього. Бог звелів масаї збудувати великий крааль для скоту, а потім знайти теля в лісі, привести його додому, вбити і спалити, після цього він мав піти до своєї хижі, нічого не боятись і не зважати на те, що він почує. Масаї зробив все, як йому звелів бог, і став чекати у своїй хижині, аж раптом вдарив грім, а по мотузці зі шкіри з неба почала спускатись худоба. Згодом крааль заповнився і здавалось, що він незабаром зламається, тоді масаї закричав і вибіг із хижі. Коли він повернувся, то побачив, що мотузка обрізана, а худоба більш не спускається. Нґаї заявив, що, якби масаї не закричав, то отримав би ще більше худоби. Подібна легенда є у нанді (Кенія). Бог, зійшовши на землю, побачив тут доробо, слона та Грім. Грім не довіряв людині, бо та вміла перевертатись з боку на бік, на відміну від Грому та слона. Грім попередив про це слона, але той не звернув на його слова свою увагу, тоді Грім піднявся на небо, де й залишився навіки. Відразу після цього доробо вбив слона отруєною стрілою, бо вже не боявся присутності Грому.

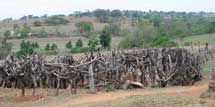
Крааль для рогатої худоби

Як згадувалось вище, існує багато легенд про те, що люди спустились з неба. Оромо (Уганда) стверджують, що їхній предок Ута Лафіко зробив саме так. Подібного роду вірування у баганда (Уганда), які вважають, що перша людина — Кінту, спустився на землю з неба, проте божества неба (а точніше, діти Неба (Гулу)), як виявилось згодом, нічого про нього не знають. Донька Неба — Намбі вирішує вийти заміж за Кінту. Брати та батько Намбі проти цього одруження, тому вони вирішують випробувати Кінту різними завданнями, але якимось дивом йому щастило кожен раз справлятись із усіма випробуваннями. У вакулуве вважають, що перша пара людей спустилась із неба. Нгулве (місцевий варіант Мулунгу) змусив дитину (Канга Масала), що перебувала в коліні жінки, вийти назовні. Плем'я хуту (тутсі), що в Руанді, називає першу людину Луганза. Він спустився з неба разом зі своєю жінкою і там, де вони вперше торкнулися землі, залишились їх сліди. Плем'я буу (покомо) вважає своїм родоначальником Вере, що просто з'явився на незаселених землях. Вере довго мандрував, харчувався фруктами з дерев і сирою рибою, бо не знав вогню. Через два роки мандрів він зустрів мисливця з племені васаньє (корінне населення тих земель) на ім'я Міцоцозіні, який навчив його добувати вогонь та готувати на ньому їжу.

## Анімістичні міфи та версії походження смерті

### Міфи про тварин-посланців

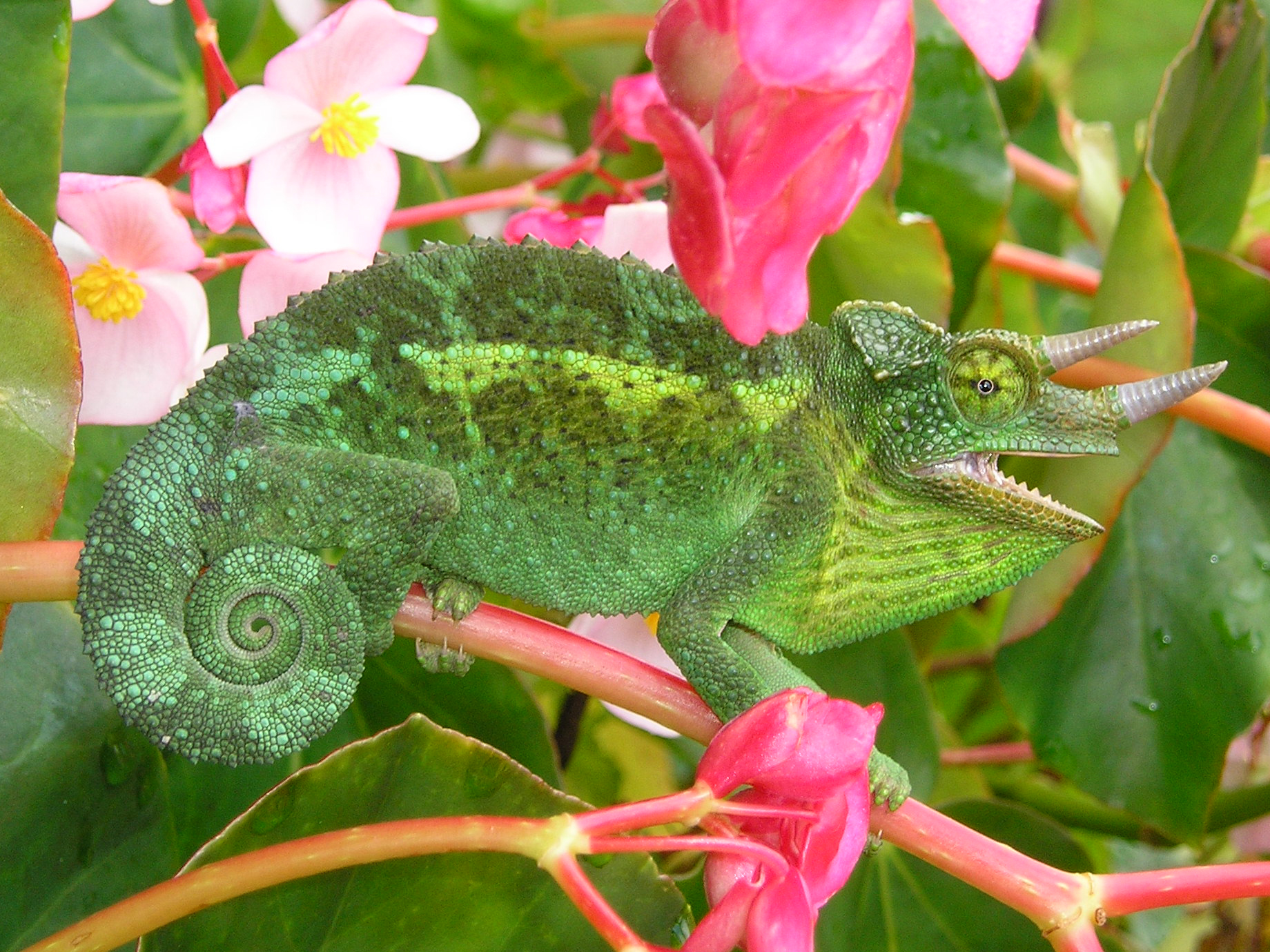
Хамелеон

Практично у всіх регіонах, де проживають племена банту, хамелеон асоціюється зі смертю. Найчастіше зустрічаються різні версії про появу смерті на землі через «змагання» — якесь божество вагається, чи мають помирати люди, чи ні, для того, щоб вирішити цю дилему, воно посилає до людей двох посланців. Одного з повідомленням: «люди не будуть помирати» (або «люди будуть помирати, але потім знову будуть оживати»), а іншого з повідомленням: «люди будуть помирати». Перший посланець із доброю для людства звісткою — зазвичай хамелеон, а другий — ящірка (субійя, зулу та інші) чи саламандра (дуала, баквірі). Попри те, що хамелеону давали фору — відправляли першим, посилали другого посланця, коли хамелеон вже пройшов половину шляху, він все одно приходив останнім, бо через певну причину затримувався в дорозі. І досі в деяких африканських народів є традиція труїти хамелеона, засовуючи йому тютюн до роту, примовляючи при цьому: «Ти витріщався дорогою замість того, щоб поспішити і прийти до нас першим». Щодо ящірки (у різних народів в історіях про смерть фігурують різні види ящірок), то її також недолюблюють, наприклад бушмени з'їдають будь-яку ящірку, яку вони спіймають. У Східній Африці є різновид маленької смугастої ящірки, що живе в будинках людей, її називають мджусі кафірі, «ящірки-язичники». Мусульмани східноафриканських країн стверджують, що знищення цих істот — святий обов'язок кожного правовірного. Згідно з легендою, коли пророка Мухамеда якийсь цар хотів спалити на вогнищі, мджусі кафірі всівся поруч і став роздмухувати полум'я.
Існує варіант історії про походження смерті у племені амакоса (Південно-Африканська Республіка), вона більш логічна і зрозуміла: раніше люди не помирали взагалі. Але незабаром на землі стало так тісно, що не всім навіть вистачало повітря, яким вони могли б дихати. Було прийняте рішення на загальних зборах, що єдиний вихід це те, що люди мають помирати. Але це, як і в попередніх варіантах, мала вирішити випадковість. До Творця послали хамелеона з повідомленням, що люди не бажають смерті, та ящірку з повідомленням, що люди повинні помирати. Ящірка легко обігнала хамелеона, що постійно відволікався по дорозі, щоб поїсти ягід та комах, а згодом і зовсім заснув.

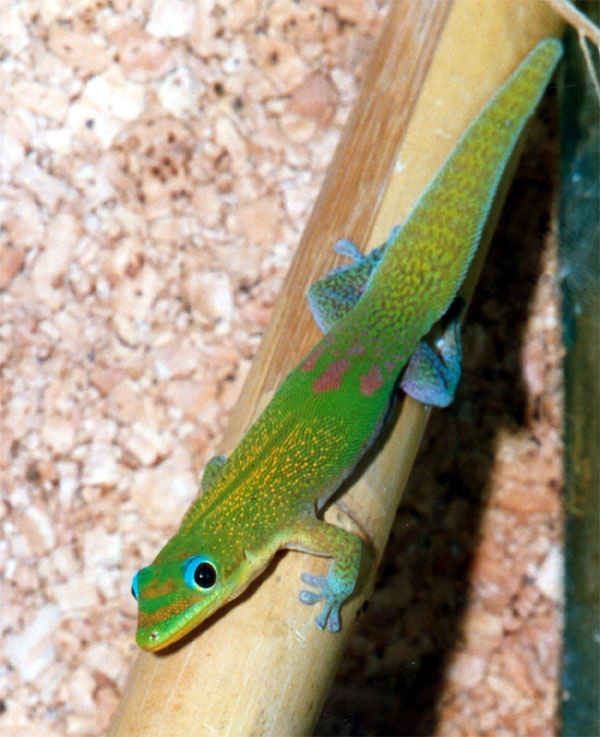
Гекон

Інколи замість ящірки у міфі про походження смерті фігурують синьоголовий гекон (гір'яма) чи заєць. Заєць у багатьох африканських міфах — це яскравий представник образу трикстера — хитруна й ошуканця. Нерідко саме від нього залежить майбутнє людства. Наприклад, у готтентотів є міф, що Місяць послав якусь комаху до людей, щоб та передала його слова: «Подібно до того, як я помираю, і, помираючи, живу, так і ви будете помирати і повертатись до життя». Але комаха була надто повільною, і її наздогнав Заєць, який поцікавився, куди та іде, а потім запропонував свою допомогу, він хотів сам передати слова Місяця людям. Заєць, невідомо з якої причини, сказав зовсім інше людям. А коли ж заєць повернувся, розгніваний Місяць ударив його палицею і розсік йому губу, з тих пір вона такою у нього і залишилась. У народності нама є подібна історія, і там пояснюється чому Заєць передав людству перекручену інформацію від Місяця. Коли Заєць сказав: «Подібно Місяцю, ви також будете помирати, а потім знову з'являтись. Ось моє повідомлення». Але люди нічого не зрозуміли і ще раз перепитали його, що це означає? Зніяковілий заєць відповів так: «Я вам кажу, що ви повинні помирати з відкритими очима».
У міфології бушменів заєць спершу був людиною. І от одного разу в нього померла матір, він так за нею тужив, що Місяць поспішив заспокоїти його, обіцяючи повернути до життя померлу, але заєць не повірив йому. Розгніваний місяць розбив йому губу і перетворив у тварину — зайця, крім цього все людство також мало помирати без надії на воскресіння. Існує декілька версій про те, як Заєць сперечався з Місяцем про те, що люди не можуть воскресати, бо після смерті вони починають розкладатись і смердять. Ці суперечки у всіх версіях закінчуються бійкою, і Місяць розбиває Зайцю губу, а Заєць залишає сліди від своїх кігтів на лиці Місяця.

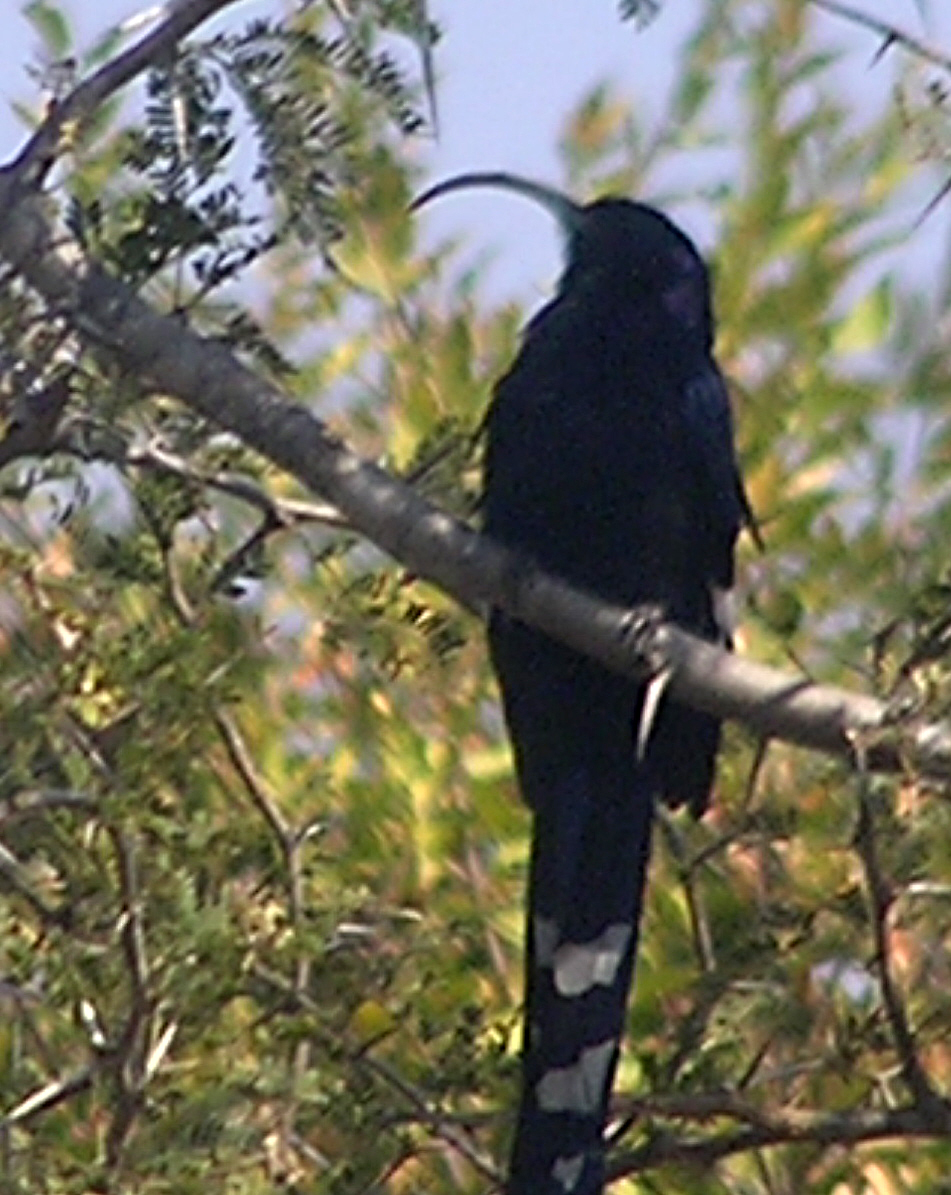
Серподзьобий одуд (птах-носоріг)

У південних племен оромо існує легенда, що верховний бог Вак передав пташці, що зветься Холавака (Вівця Бога) через її подібний беканню вівці крик, таємницю омолодження: коли люди почнуть старіти, треба просто скинути шкіру. Холавака побачила змію, що ласувала свіжовбитою твариною, і захотіла також приєднатись до трапези. Тоді вона сказала змії, що розповість секрет вічної молодості, якщо та дозволить їй скуштувати свіжого м'яса. Змія погодилась, і тепер змії уміють скидати шкіру. Розгніваний Вак покарав пташку за її жадібність постійним розладом травлення. Що це саме за пташка Холавака точно невідомо, але за описом вона подібна до птаха-носорога.

### Смерть як надприродна істота
У народу ашанті є легенда, що Смерть колись була велетнем із довгим волоссям, якого звали Овуо (тобто смерть). До нього колись найнявся працювати один юнак, щоб врятуватись від голоду. Овуо годував його м'ясом, яке згодом виявилось плоттю родичів юнака. Юнак утік назад у своє селище і розповів односельцям, що з ним трапилось. Люди провели збори і вирішили підпалити довге волосся велетня, коли той засне. Велетень згорів повністю після того, як його волосся підпалили, а з допомогою попелу, що виявився чарівним, юнак повернув до життя своїх родичів. Через власну дурість і нерозсудливість він посипав цим попелом на око мертвого велетня, і те відновилось. З того ока нібито і з'явилась смерть, кожен раз, що око кліпає, на землі хтось помирає.
У луйї смерть пояснюється таким чином: коли Ньямбе (бог) і його жінка Насілеле жили на землі, у них була собака, яка через певний час померла. Ньямбе сумував і хотів повернути пса до життя, але його дружина була проти, бо недолюблювала собаку. Проте незабаром померла матір Насілеле, цього разу Ньямбе сам відмовився оживити померлу і та померла «назавжди». У субійя є додатковий епізод — Леза — перший предок людей, що посварився з дружиною через собаку і не оживив її померлу матір, згодом розкаявся і взявся лікувати її травами, звелівши жінці закрити двері та не заходити в дім. Все йшло добре, доки Леза не вирушив до лісу за свіжими травами. У цей час в дім зайшла його дружина і побачила свою матір живою, але у тієї «вискочило серце» із грудей, і вона знову померла.
Часто смерть африканцям уявлялась у вигляді старця. Існує легенда про двох старців: Життя і Смерть, які захотіли напитись із джерела. Але дух джерела сказав, що першим це має зробити той, хто старший. Життя і Смерть почали сперечатись, хто на світі з'явився першим: життя (адже без життя на світі нічого не було) чи смерть (адже якщо на світі нічого не було, отже це був стан смерті). Дух джерела вирішив їх суперечку, сказавши, що вони ровесники, бо без життя немає смерті і навпаки.
У баганда, крім поширеного міфу про хамелеона, існує і міф про те, що Смерть (Валумбе) — це син Гулу (Неба). На землю він потрапив через необережність першої людини Кінту. Коли той одружився з Намбі, його попередили, щоб він не повертався в дім Гулу. Та він не послухав ані дружини, ані її родичів, йому здалось, що він щось забув і повернувся до будинку свого тестя. В дім також прийшов Валумбе, йому захотілось піти разом із сестрою та її чоловіком на землю і його ніхто не зміг зупинити. Деякий час Валумбе жив у мирі з родичами, а потім став вимагати від них, щоб ті віддавали своїх дітей йому, та, коли отримав відмову, почав убивати дітей. Каїкузі — брат Намбі й Валумбе спробував спіймати Валумбе та повернути того на небо, але в нього нічого не вийшло, і він вирішив повернутись на небо сам. Тоді Кінту заявив, що Каїкузі може повертатись на небо, а він, Кінту, не втомиться разом із дружиною народжувати дітей, щоб Валумбе не зміг ніколи вбити весь його народ.
Під трохи зміненим іменем — Олумбе (Орумбе) фігурує Смерть також в історії про мисливця Мпобе. Той, переслідуючи тварину, потрапив до Країни Мертвих. У селищі мертвих він знайшов свою дичину та собаку. Вождь селища, зустрівши його, попросив розповісти про себе, а потім відпустив, але заборонив розповідати про те, що він побачив. Мпобе тривалий час приховував від людей, де він був, аж доки його матір не змусила все розповісти. Наступної ночі мисливець почув голос вождя селища Олумбе, що той для покарання хоче вбити його, але дозволяє доїсти запаси їжі. На цих запасах Мпобе протримався декілька років, а потім, коли Смерть до нього прийшла, він заявив, що у нього ще залишились запаси, Смерть залишила його. Мпобе спробував утекти, але Олумбе всюди його знаходив і питав, чи закінчились його запаси. Зрештою Мпобе це набридло, і він сказав Смерті, що його запаси їжі закінчились. «Дуже добре…, — сказав Олумбе, — якщо ти закінчив, помри!». І Мпобе помер.

### Духи предків
Віра в існування душ людей після смерті є наріжним каменем практично всіх міфологій народів банту та ін. Не завжди духи природи у африканців чітко відділені від духів предків, як приклад — Леза. Деякі африканські народності, в тому числі тва і еве (Західна Африка), створили послідовну і логічну філософію душі. За їхньою версією, існує душа, що блукає поблизу могили або спускається в підземну обитель духів (кузіму) і душа (у тва це «кра»), що вселяється в одного з нащадків померлого. Та ця доктрина не завжди сприймається чітко, тому у міфах і виникають розбіжності і суперечності у твердженнях.
Деякі африканці вважають, що у світі живих залишаються лишень душі тих, хто загинув насильницькою смертю. А деякі племена вірять, що душі періодично можуть приходити із світу мертвих у світ живих. У Ньясаленді вважається, що душі мертвих залишаються біля своїх могил рік чи два, а потім відходять у потойбіччя. Крім того, в міфах багатьох африканських народів наголошується, що душі зовсім не безсмертні — згодом вони помирають. Живуть душі доти, доки їм приносять пожертви, але якщо людина померла понад три покоління тому, їй перестають приносити пожертви (як у чагга). Плем'я чагга називає духів предків варіму і вважає їх «тінями» (шеріша) померлих. Очевидно, всі померлі в потойбічному світі залишаються в тому віці, в якому вони померли.
Африканці не ділять духів на добрих та злих — за винятком, хіба що тих випадків, коли людина за життя мала погану вдачу і зберегла її після смерті. Вважається, що поведінка померлих залежить насамперед від ставлення до них живих родичів, і, якщо вони, померлі, і роблять шкоду, то лиш для того, щоб живі родичі не забували про свій обов'язок перед ними. Від духа покійної людини не очікують, що він буде піклуватись ще про когось, окрім своїх родичів. Тому й не існує пожертв чужим духам предків.
Воротами в потойбічний світ часто слугує якась печера чи навіть нора. Плем'я бапеді (гілка бечуанів; Південно-Африканська Республіка) вірить, що печера Маріматле, звідки з'явився людський рід, слугує воротами у світ духів. У бантумовній Африці дуже поширені розповіді про те, як якийсь мисливець через нору потрапив до потойбічного світу. Зулу розповідають, як певний Ункама переслідував їжатця і через нору потрапив до світу мертвих. Із мисливцем Умкатшана трапилось те саме, коли він полював на антилопу. Ваїрамба розповідають про людину, що переслідувала пораненого їжатця і потрапила у світ мертвих через нору. Поранений їжатець виявився померлою сестрою мисливця. Як йому розповіли, мертві інколи приходять у світ живих у вигляді тварин, щоб вкрасти зерно з полів, якщо їм не залишають пожертв. Пожертви покійним невибагливі — каші та пиво. Щодо мисливця, то його заспокоїли, сказавши, що сестра не ображається на нього, бо він поранив її, не впізнавши, а в їх світі рана швидко загоїться. Очевидно, їжатець асоціюється в африканців із потойбіччям насамперед тому, що він часто риється в землі й рідко показується людям на очі вдень. У цьому вбачають деякі основи ідеї реінкарнації в уявленні африканців. Досить часто мертві набирають подоби змії, можливо, через причину, яку вказав Вундт, а саме тому, що у корінного населення змії асоціюються з червами в розкладених трупах. Корінне населення Мадагаскару вірить, що померла душа перетворюється у черв'яка. На континенті африканці вважають, що будь-яка істота, яка була помічена біля могили, може бути душею померлої людини. Зулу вірять, що тільки певні види змій можуть бути амадлозі (духами предків). Наприклад, отруйні змії не є перевтіленими духами предків — це звичайні тварини..
Також на той світ можна потрапити через озера, річки та водойми (чагга). Чагга вірять, що якщо близько підійти до водоспаду, то духи затягнуть людину під воду. Нерідко трапляються історії про те, що з озер та інших водойм чутно жіночі голоси, радісні крики. Вода в африканців вважається жіночою стихією. Духи водойм вимагають пожертв, як і інші духи предків. Інколи можна почути співи і музику померлих, що лунають доти, доки людина не наблизиться до того місця, звідки вони лунають; коли людина йде далі, ці співи лунають вже за її спиною.

### Історії про світ духів
Про подорожі у світ духів в африканців існує багато міфів, легенд і казок. Люди, що потрапляють на небо, як правило, мають доручення до верховного божества чи до небесних жителів. Як згадувалось вище, у світ мертвих можна потрапити через печеру чи отвір у землі або двері на дні озера. Про такі подорожі існує багато історій типу фрау Холле (пані Метіль). За класифікацією казкових сюжетів Аарне-Томпсона ці сюжети мають номер 480.
Наприклад, один із таких сюжетів у чагга про дівчину Маруву, яку разом із маленькою сестрою відправили в поле доглядати за бобовими паростками. Відчувши спрагу, Марува вирушила до озера Кінінго. Тим часом з'явилась зграя павіанів, яких злякалась сестричка Маруви, і ті з'їли весь врожай. Повернувшись з озера і побачивши, що трапилось, Марува злякалась, що батько буде її бити, тому вона побігла до озера та стрибнула у воду. Сестричка Маруви побігла додому і розповіла матері, що трапилось із нею та сестрою. Матір прийшла до озера і побачила, що дівчина не потонула, а все ще плаває на поверхні води. Мати крикнула доньці:
Гей! Маруво, чому ти не повертаєшся? 

Хіба ти не збираєшся повернутись? 

Забудь про боби, ми посадимо інші!

Забудь про боби, ми посадимо інші!
На що Марува відповіла:
Це не я! Не я!

Прийшли павіани та зжерли боби! 

Прийшли павіани та зжерли боби!

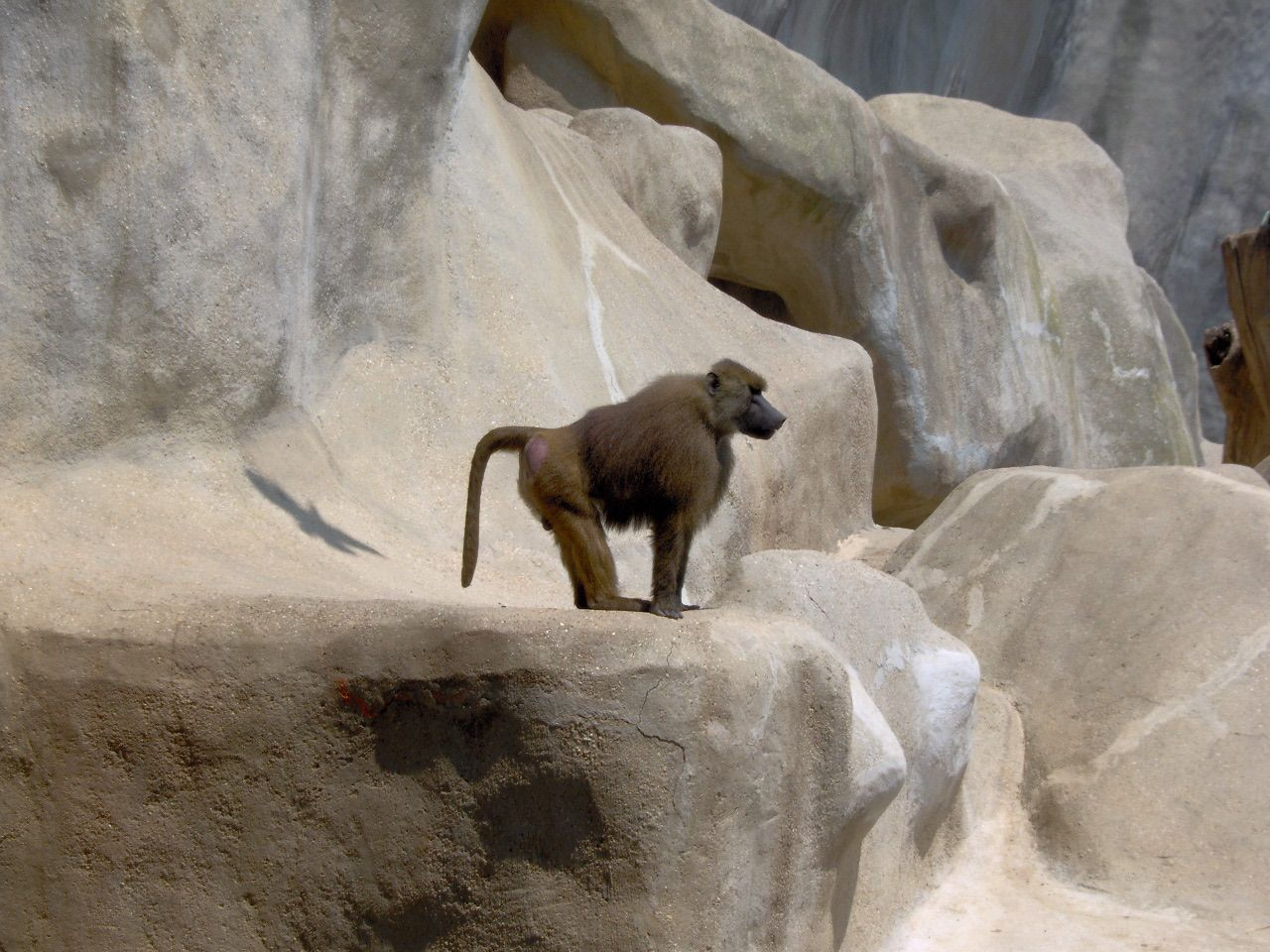
Павіан

Матір заспівала ту ж саму пісню, а Марува відповіла їй тими ж словами і потонула. На дні озера Марува опинилась у світі духів, що жили в будинках, як і люди. Коли духи запропонували їй їжу, вона відмовилась, а коли запитали, що вона їла вдома, то Марува відповіла: «гіркі фрукти та коріння». У світі духів вона провела багато днів, а поселилась вона у старої жінки, якій по господарству допомагала маленька дівчинка. Коли дівчинка вийшла в поле набрати для кіз трави, стара мовила Маруві: «Ти можеш піти разом із нею, та гляди не допомагай їй — хай сама робить всю роботу». Проте Марува не послухалась її і допомогла дівчинці з цією роботою. Те ж саме трапилось, коли стара послала їх по воду і за хмизом. Вдячна за допомогу дівчинка вирішила допомогти Маруві і розповіла, як вибратись із цього світу. Марува мала сказати старій, що вона сумує за своєю домівкою і тому хоче, щоб її відпустили. Коли стара запитає через що її пропустити — через гній чи через вогонь — Марува має сказати, що «через гній». Марува виконала всі настанови дівчинки, і стара випустила її через дірку в купі гною в хліву. Марува опинилась у світі людей не тільки чиста, але й у прикрасах і браслетах, і пішла додому.
Згодом вдома всі дізнались, що вона повернулась гарно вбраною. Про це дізналась і заздрісна сусідська дочка, що вирішила зробити так само. Стрибнувши у воду, вона опинилась у світі духів. Там вона з'їла все, що їй запропонували і, оселившись в домі старої, не допомагала дівчинці, як їй і наказала стара. Дівчинка все-таки розказала сусідській дочці, як вона може повернутись у свій світ, але порадила їй сказати, щоб стара пустила її через вогонь. Коли дівчина повернулась додому, «в тілі у неї був захований вогонь». Першою її помітила Марува: коли вона спробувала простягнути до сусідки руку, у сусідки з тіла вирвався вогонь, і Марува загорілась. Сусідська дівчина намагалась загасити вогонь, але жодна річка не могла загасити його. Зрештою вона прибігла до Намуру і потонула в ріці Сері. Подібних історій багато; відомі також історії, коли батьки відправляються спеціально у світ духів, щоб відшукати своїх загублених чи мертвих дітей.

## Героїчні міфи

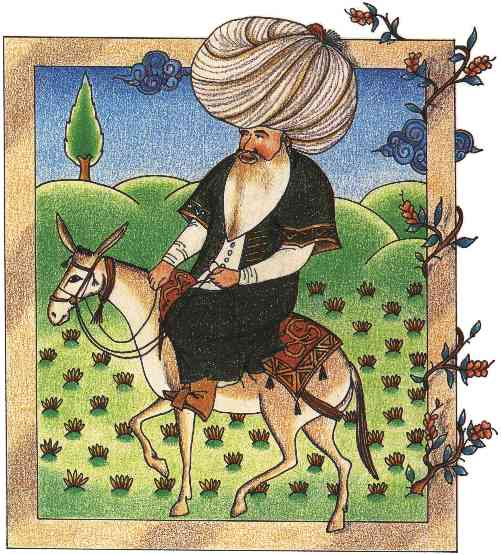
Ходжа Насреддін

В африканській міфології рідко зустрічається герой, що поєднував би в собі риси деміурга (творця світу) та трикстера (хитруна, обманщика) одночасно. Таких персонажів досить мало, хіба що Хубеа́не (Хобіа́на), герой оповідок племен бавенді та бапеді — син першої людини і творець усіх інших людських істот. У міфах він наділений багатьма рисами хитруна. Близький до нього за образом і зулуський Хлаканья́на. Хоча останній не має рис деміурга. Народженню Хлаканьяни передували декілька містичних моментів, такі ж як і в Райангомбе, героя фольклору кізіба, а саме: вони почали говорити ще до народження, а останній після появи на світ з'їв цілого буйвола.
Хубеане демонструє комбінацію хитрості та фальшивої чи істинної дурості. У цьому його можна порівняти з Тілем Уленшпігелем чи Ходжою Насреддіном. Розум його проявляється в основному в умінні уникати пасток своїх недоброзичливців. У цьому він дещо нагадує Ґалікаланґ'є, персонажа племені вахехе, аньянджа і яо (Мозамбік), якого матір ще до народження пообіцяла демону (в інших варіантах гієні), та всі хитрощі Ґалікаланґ'є — це заходи захисту. Якось жінка збирала хмиз у лісі і зрозуміла, що в'язанка заважка і вона її не підійме. Тоді їй запропонувала свою допомогу Гієна, поцікавившись, що вона отримає за це. Жінка запропонувала свою ще ненароджену дитину. Не встигла жінка дійти додому, як її дитина народилась і попросила підсмажити її на глиняному черепку. Це допомогло Ґалікаланґ'є вирости швидше. Коли Гієна прийшла за обіцяною дитиною, матір запропонувала самій знайти її сина. Вона також пообіцяла прив'язати до його ноги дзвіночок, щоб Гієна упізнала його. Але хлопчик прив'язав дзвіночки на ноги всім своїм друзям. Гієна не змогла його знайти. Потім матір послала сина за бобами, в заростях яких ховалась Гієна, але Ґалікаланґ'є послав замість себе жука. На третю спробу мати заховала Гієну у в'язанці хмизу і відправила за нею сина. Побачивши в'язанку, хлопчик сказав: «Я можу принести в'язанку, що втричі важче за цю». Гієна, почувши це, злякалась і втекла. Потім матір попросила сина змайструвати пастку. Гієна, коли стемніло, заховалась за пастку; мати сказала Ґалікаланґ'є, що пастка закрилась, але син відповів, що його пастка закривається завжди тричі. Гієна злякалась цих слів і знову втекла. Зрештою мати виголила сину півголови і сказала Гієні, що та може прийти, коли її син засне біля вогню. Ґалікаланґ'є вночі поголив матері половину голови, а сам заховався за хижею. Гієна прийшла вночі і, сплутавши матір із сином, з'їла жінку.
Герой Качірамбе племені ньянджа теж, декілька разів уникнувши смерті, пробачає матір та вбиває Гієну.
У готтентотів є персонаж на ім'я Хейтсі-Ейбіб, що вмів перевтілюватись та воскресати. Він боровся з ворогом людства Га-Горібом, чи Гаунабом, який скидав усіх до глибокої ями, біля якої він сидів. Га-Горіб пропонував кожному охочому кинути йому в голову камінь. Коли це траплялось, камінь рикошетом потрапляв у того, хто кинув його, і він падав до ями. Хейтсі-Ейбіб зміг обдурити ворога: він спершу відмовився кидати камінь, а потім, відволікши увагу Гаунаба, поцілив йому каменем нижче вуха. Від цього Га-Горіб сам упав до ями.
Піраміди із каміння, що зустрічаються по всій Південній Африці, називаються могилами Хейтсі-Ейбіба, адже той помирав неодноразово, але постійно повертався до життя. Існує цікава історія про те, як Хейтсі-Ейбіб мандрував зі своєю сім'єю та якось, скуштувавши ягоди, що звуться «дикі родзинки», сильно занедужав і попросив сина поховати його, а могилу вкрити камінням. Поховавши Хейтсі-Ейбіба, рідні раптом почули пісню:
Я батько Урісеба

Батько цього нещасного

Я той, хто скуштувавши цих родзинок помер

І, померши, живу.

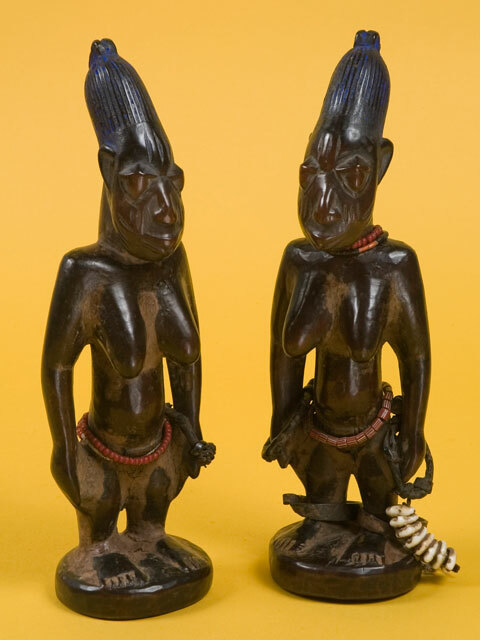
Персонажі героїчних міфів — пара близнюків народу Йоруба

Дружина Урісеби помітила, що шум лунає від могили її покійного свекра, вона послала туди свого чоловіка, і той побачив біля могили сліди стоп, що були схожі на сліди його батька. Згодом син і його дружина спіймали воскреслого Хейтсі-Ейбіба, але той закричав: «Відпустіть мене! Я помер, я можу заразити вас!», але дружина Урісеби тільки відповіла: «Тримай хитруна!». Хейтсі-Ейбіба привели додому, і з того часу його здоров'я було міцнішим, ніж до цього.
У Хубеане здатність воскресати замінює надзвичайна кмітливість, що спрямована на уникнення смерті. Крім того Хубеане з дитинства відрізнявся тупістю — він сприймав буквально і виконував навпаки дані йому доручення. Якось разом із матір'ю він пішов збирати боби, а матір знайшла в заростях бушбока (лісову антилопу), вбила її і поклала на дно корзини, засипавши потім тушу бобами. Вона відіслала сина додому зі словами: «Якщо зустрінеш когось по дорозі, хто запитає, що в тебе в корзині, відповідай: „Боби моєї матері“, а сам мовчи про те, що там бушбок». По дорозі Хубеане зустрів сусіда, який поцікавився, що хлопчик несе в корзині, на що той відповів: «Я несу боби моєї матері, але сам я знаю, що там бушбок».
Якось він із батьком вирушив доглядати стадо і сказав, що на вершині високої скелі має бути вода. Коли батько піднявся на скелю, Хубеане прибіг додому і з'їв обід у горщику, що був приготовлений для його батька, а горщик потім наповнив коров'ячим гноєм. Хубеане повернувся до батька і удав, що просто бігав подивитись на стадо. Коли вони повернулись додому, батько Хубеане почав дорікати слугам, що ті не поспішають подати йому обід, «який ще трохи і перетвориться у коров'ячий гній». Саме це він і побачив у своєму горщику.
Усі ці та подібні витівки переповнили чашу терпіння батьків Хубеане та інших жителів села, і вони вирішили позбутись хлопця. Спочатку вони підсипали отруту в його їжу, але Хубеане захотів їсти з миски свого брата. Потім вони викопали яму на місці, де зазвичай любив сидіти Хубеане і утикали дно гострими кілками, але останній цього разу сів в іншому місці. Тоді жителі села заховали у в'язанці цукрової тростини людину зі списом, що мала проткнути хлопця, коли той підійде ближче, але Хубеане знову щось запідозрив і вибрав цю в'язанку, щоб покидати у неї дротики. Зрозумівши, що вони не зможуть його вбити, оточуючі дали хлопцю спокій.

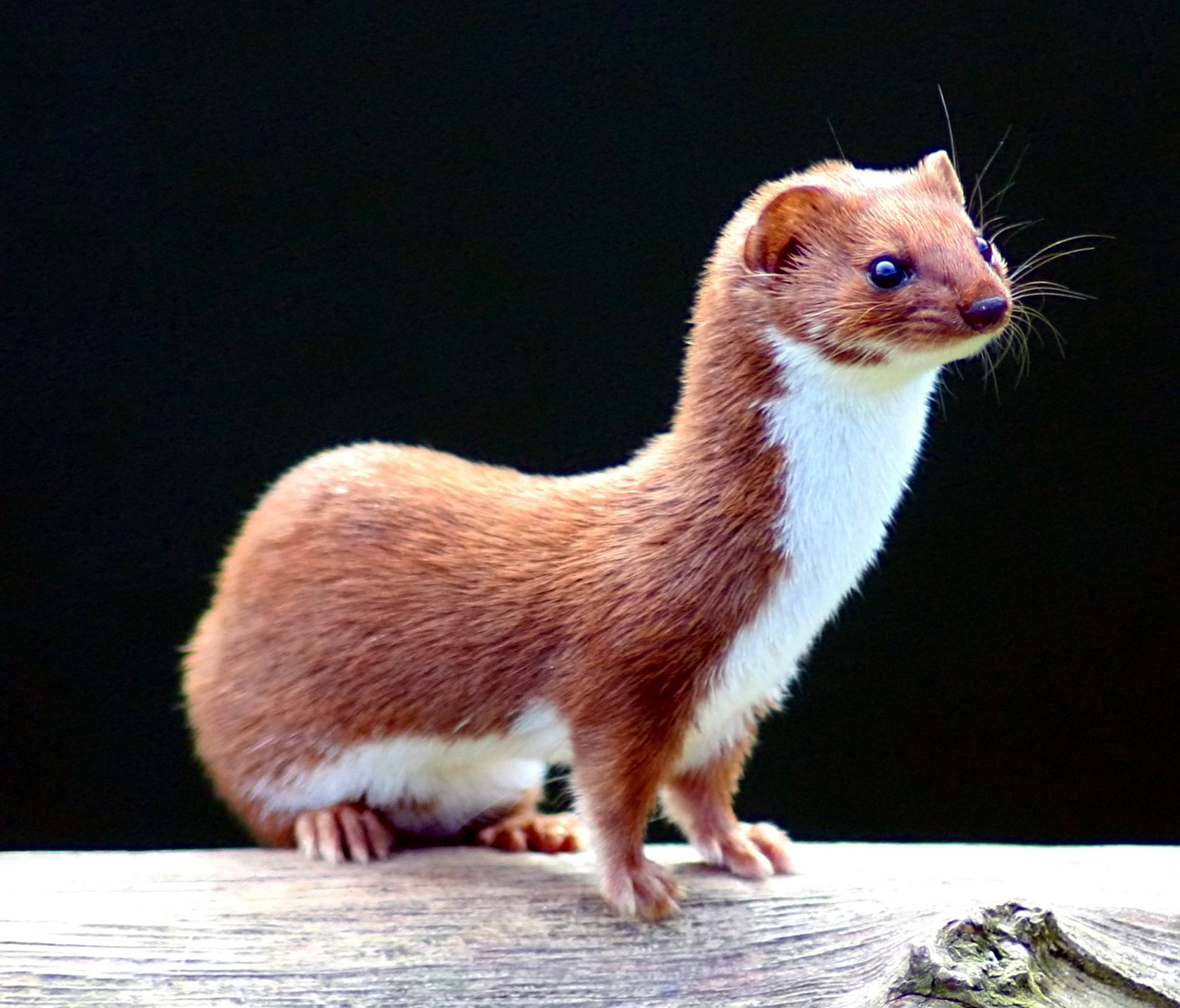
Ласка

У ранніх формах міфу Хлаканьяна фігурував як Заєць чи Ласка (одне з імен цього героя Укаїджана — Маленька Ласка), «та він і був схожий на ласку…». Хейтсі-Ейбіба деякі дослідники ототожнюють із Шакалом. Хлаканьяна фігурує в деяких міфах як культурний герой. Викопавши декілька їстівних клубнів, він віддає їх матері, щоб та приготувала клубні на обід. Та матір з'їдає їх сама, а коли Хлаканьяна просить клубні назад, та замість них дає горщик для молока. Він позичає горщик хлопчикам, що доять молоко корови в розбиті черепки. Коли ті розбивають горщик, вони віддають йому ассагай (спис із залізним наконечником). Хлаканьяна продовжує обмін речами, отримуючи все більш цінні речі. Обмін закінчується отриманням бойового ассагаю. Хлаканьяна ніби двигун прогресу: замість битих черепків він пропонує горщик, замість тростинок із загостреними кінцями для різання м'яса — ассагай із залізним наконечником тощо.
Ліонго — містичний герой суахілі і покомо регіону на сході Кенії. Ліонго народився в одному із семи містечок Кенійського узбережжя, кожне з яких стверджує, що може пишатися честю бути ба́тьківщиною силача. Він був дуже сильною людиною, а також високим, як велет. Йому не можна було нашкодити з допомогою зброї, але якщо б у його пупок загнали голку, то він би помер, але він і його матір, яку звали Мбвашо, знали це.
У басуто герой, який має імена Мосаньяна чи Літаолане, є не зовсім трикстером, але має деякі риси, що ми зустрічаємо в інших африканських героїв. Якось всіх людей та інших живих істот проковтнуло чудовисько Холомолумо. Не проковтнуло воно тільки вагітну жінку, що вимастила себе попелом і заховалась у краалі. Холомолумо прийняв її за камінь, бо «від неї пахло попелом» і пішов. Через деякий час жінка народила дитину і залишила її на декілька хвилин, щоб принести їжі, повернувшись замість дитини вона побачила дорослого чоловіка. «Гей! А де ж моє дитя?» — запитала жінка, а чоловік відповів: «Це я, матінко!» Він запитав, куди поділись усі люди. Матір розповіла все, що трапилось. Тоді він запитав, де зараз Холумолумо. Матір показала сину на ущелину, що відкривала прохід у долину і сказала: «Та величезна туша, що закриває весь прохід, і є Холумолумо».
Син взяв списи і попри заперечення матері вирушив поглянути на чудовисько. Холумолумо побачив юнака і хотів з'їсти його, але не зміг дотягнутись, бо переїв. Тим часом юнак обійшов Холумолумо колом і двічі ввіткнув у нього списа. Чудовисько померло.
Потім юнак дістав свого ножа і хотів розрізати черево мертвому чудовиську, але чоловік у животі крикнув: «Не ріж мене»! Він відійшов трохи далі і хотів вже різати живіт, але замукала корова. Потім загавкала собака і закричав півень. Цього разу юнак все таки розрізав живіт, і звідти вийшли всі люди і тварини.
Вони зробили Мосаньяну своїм вождем. Але згодом у нього знайшлись заздрісники, які забажали вбити його. Спочатку вони хотіли кинути його у вогнище, але замість нього кинули іншу людину. Потім вони вирішили викопати яму, на тому місці, де він зазвичай сидів, як для Хубеане. Але й цього разу вождь був чудесним образом попереджений, і знову в яму потрапила інша людина. Коли змовники вирішили здійснити останню спробу вбити вождя, той не противився і дав себе вбити, а його серце вискочило з грудей і перетворилось на пташку. Так поетично закінчується історія про Мосаньяну.

## Солярні, лунарні міфи, а також міфи про природу

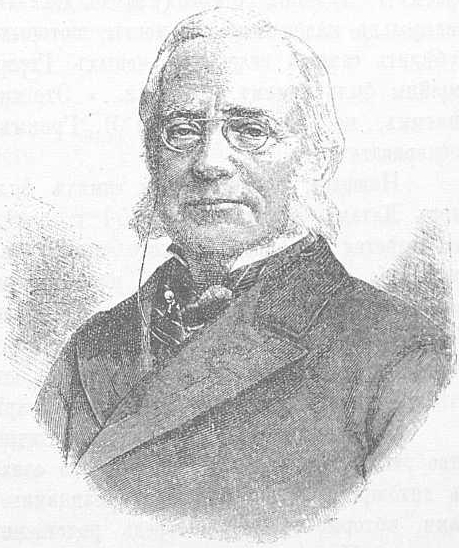
Фрідріх Макс Мюллер

У міфології африканців природа займає дуже значне місце. В їхніх міфах Сонце та Місяць є персоніфікованими образами, вони ніби живі істоти. Плем'я нама вірить, що небесні тіла колись були людьми. Ці історії, звичайно ж, мали пояснити природні феномени. Однак, як згадувалось вище, в космогонічних міфах рідко згадується про створення Природи. Вона ніби існувала сама по собі.
В середині XIX ст. Макс Мюллер і Джордж Кокс висунули теорію, згідно з якою міфи є образними, метафоричними описами заходу, світанку, бур та інших явищ. Брейсіг відзначає, що на найбільш ранніх етапах розвитку мислення божественні чи героїчні фігури не були уособленням сил природи.
В еве є історія про те, як Сонце і Місяць хотіли влаштувати бенкет і для цього домовились вбити і з'їсти своїх дітей. Сонце вбило своїх дітей і з'їло разом із Місяцем, а Місяць заховав своїх дітей у великому глеку для води і дозволив їм виходити тільки вночі. Ось чому у Сонця й досі немає дітей, а дітей Місяця — зірок — можна бачити щоночі. Подібну історію розповідають сомалійці про двох жінок — чорну та червону, у цьому випадку чорна жінка обманює червону. Як вважає Майнхоф, це може бути еволюцією міфу про Сонце та Місяць.
У бушменів існує більше міфів про небесні тіла, ніж у народів банту. Про Місяць розповідається, що він колись був сандалею Богомола, яку той закинув на небо, а також є інша версія, що Місяць був людиною, на яку розгнівалось Сонце, і воно проткнуло його своїм промінням та почало шматувати його, доки від нього не залишився маленький шматочок. Місяць ублагав помилувати його на деякий час заради його дітей. Сонце змилостивилось, але коли Місяць на небі стає повним, Сонце знову починає завдавати свої удари.

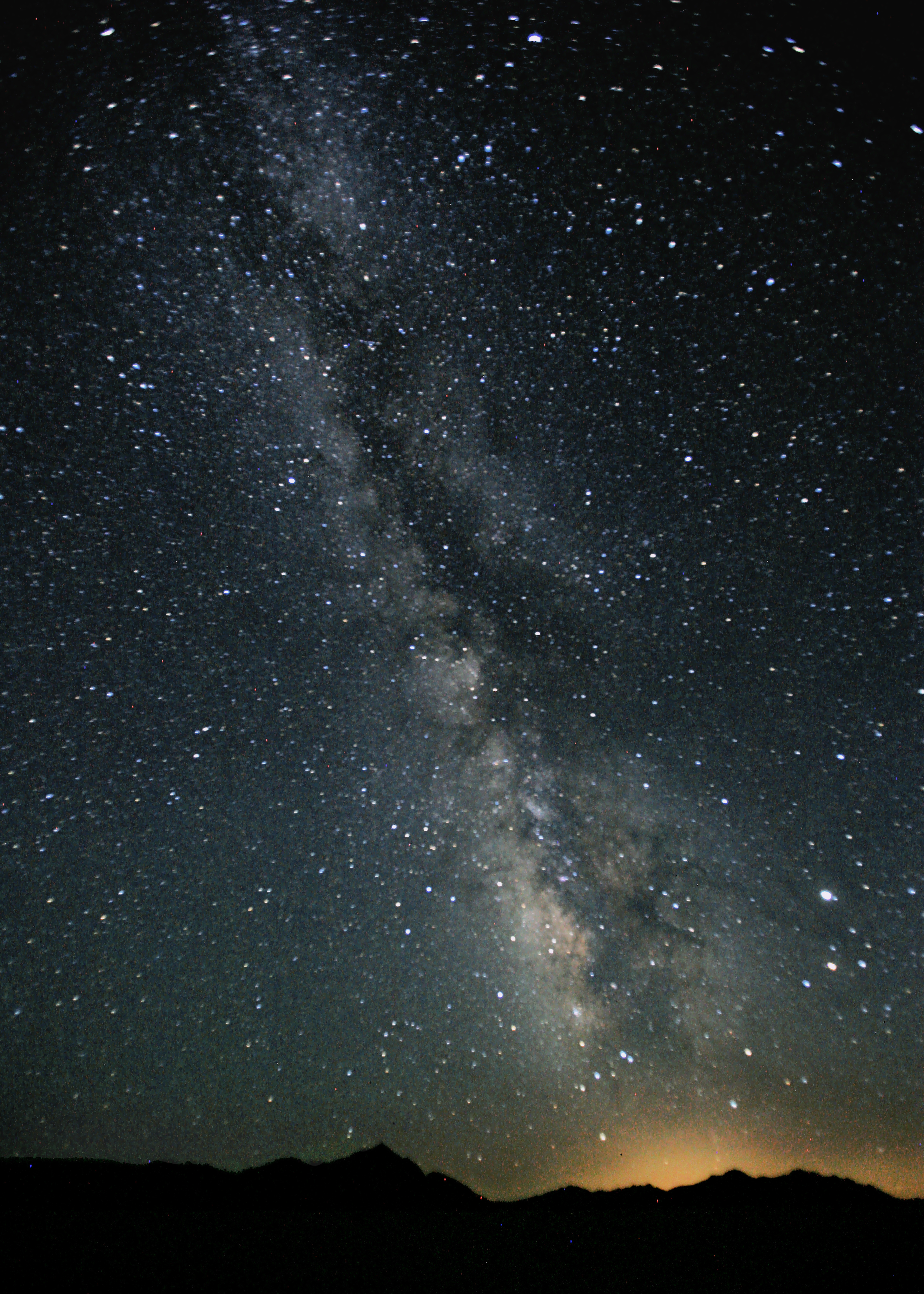
Чумацький Шлях

Банту персоніфікують Місяць і говорять про нього, як про чоловіка, його дружиною називають Ранкову зорю (Венеру, Люцифера). Аньянджа кажуть, що у Місяця дві дружини — Ранкова зоря (Чечекані) і Вечірня зоря (Пуїкані). Перша дружина його погано годує і він худіє, а від їжі другої дружини він починає повніти.
Чумацький Шлях, як стверджують бушмени, виник завдяки дівчині із «древнього народу». Вона закинула на небо жменю попелу. А потім вона закинула їстівне коріння хуїн, що перетворилося у зірки. Раніше покомо вважали, що Чумацький Шлях — це дим від вогнищ «древнього народу». Пізніше, постраждавши від набігів із Сомалі, вони стали називати його «шляхом із Сомалі», тому що сомалійці прийшли до них із північного-сходу.

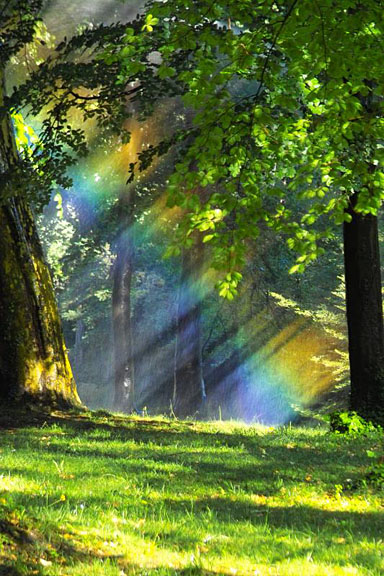
Веселка

Ще одним явищем природи, яке привертало увагу африканців, була веселка. Її вважали живою істотою, в основному змією. Народ еве уявляє веселку як відображення у небі великого змія Анієво, який виходить щоб пошукати їжу чи воду. Якщо знайти місце звідки виходить веселка, то можна розбагатіти, бо тільки там можна знайти дорогоцінні намистини «аггрі». Вважається, що веселка може заподіяти шкоду: наслати хворобу чи навіть убити. Тому від неї треба втікати і, як стверджують субія, треба бігти за сонцем — тільки так райдуга не помітить людину. Існують легенди, що веселка — це тварина, яку можна вбити. Так нібито зробили молоді воїни з племені масаї, які вбили веселку стрілами з розпеченими на вогні наконечниками.
Із міфів про грім та блискавку варто згадати історію про Птаха-блискавку (у міфології зулусів). Плем'я базіба теж вважає, що грім і блискавку породжують сліпучо-яскрава зграя пташок, яких посилає на землю, дух бур — Кайюранкуба. Грім — це шум їх крил. Тсвана (чага) називають грім Сокирою Бога. Існують історії про те, як Нцазі — Грім полює в небі з дванадцятьма парами собак. З блискавкою асоціюється божество Леза, а «червоні» і «білі» боги масаї — з блискавкою і дощовими хмарами. Про дощ рідко говориться як про окрему фігуру. Хіба що у бушменів, що розповідають про те, як Дощ нерідко гнівався на людей. Шаман, він же «викликач-дощу» — найважливіша професія у банту. Плем'я гір'яма в період посухи читають заклинання біля могили Мбодзе, шаманки, що вміла викликати дощ.

Єпископ Стір опублікував у «Журналі південноафриканського фольклору» цікаву історію. На Занзібарі в одній із місіонерських шкіл цю історію розповіла дівчинка, що там навчалась. Вона належала до племені чипета, що живе на схід від озера Ньяса. 
У період посухи маленькі дівчата вирушили гратися у зарослі і взяли із собою горщики для варіння їжі. З ними пішла й дівчинка, батьки якої давно померли. Ця дівчинка пообіцяла дещо показати подругам, якщо ті збережуть це у таємниці. Ті погодились. На їхніх очах дівчинка викликала сильний дощ і наповнила ним свій горщик для варіння їжі. Але одна із дівчаток розповіла про цей секрет своїй матері. Згодом про це дізналось все село і вождь. Він звелів привести дівчинку на раду, подарував їй золоті прикраси і звелів у присутності всіх викликати дощ. Дівчинка попрохала усіх відійти і заспівала. Небо вкрилось хмарами і почалась сильна гроза з блискавкою. Дівчинка опинилась в центрі грози, піднялась у повітря, і більше її ніхто не бачив.

## Демонологія

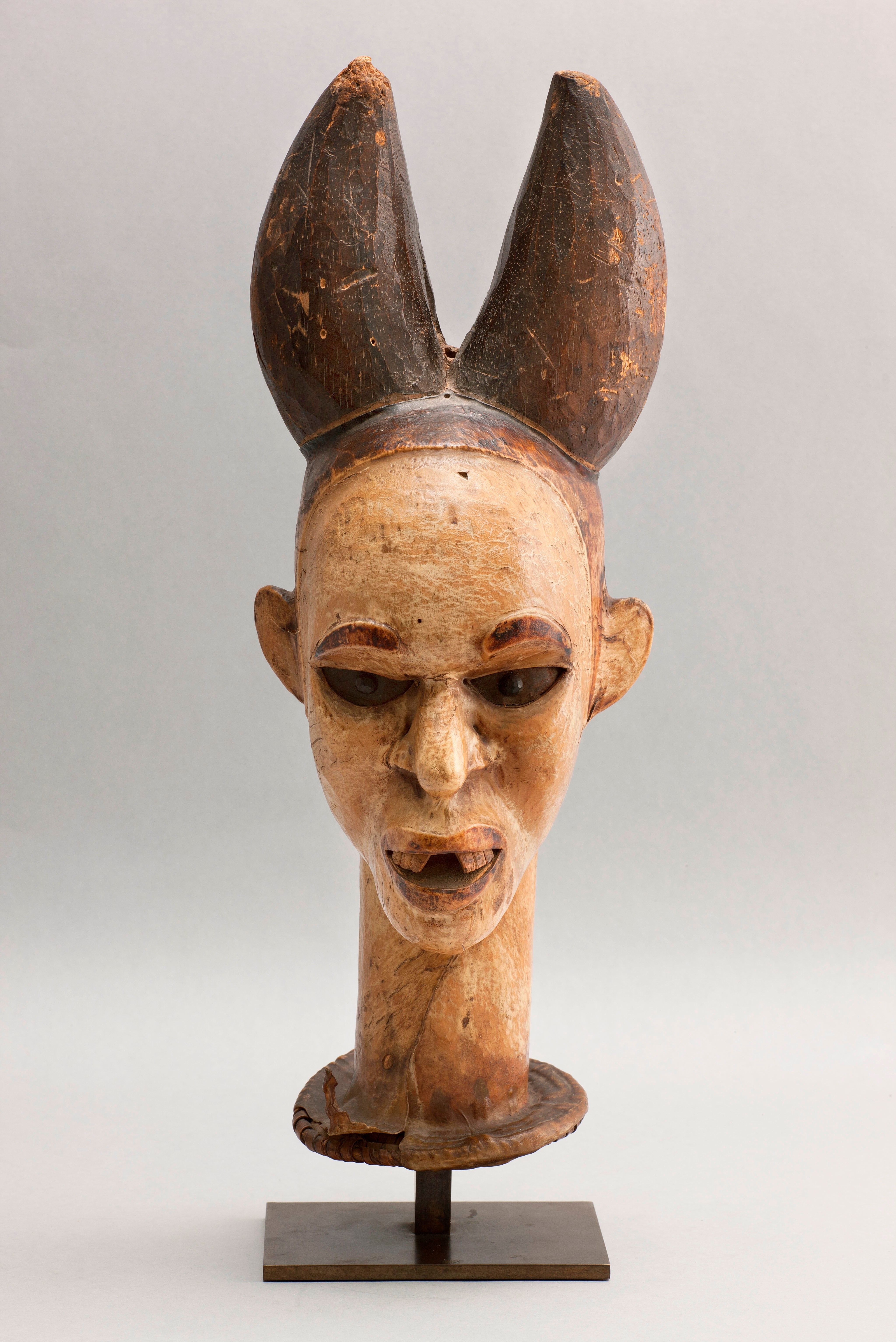
Маска народу екої, що зображує людину-леопарда

У Африці широке розповсюдження отримали історії про надприродних істот, таких, як привиди, а точніше, демони-привиди. Деякі з них проживають в усамітнених місцях: у глухому лісі, в болоті з отруйними випарами, в отруйній пустелі.
У покомо існують розповіді про істоту, що живе у лісах Тани і в сусідньому буші. Цю істоту покомо іменують нґояма. Вона має вигляд людини, але на одному з пальців рук має «Залізний ніготь», яким вона впивається в плоть людини, якщо спіймає її. Потім нґояма п'є людську кров. Деякі європейські дослідники роблять припущення, що це людиноподібна мавпа. Дехто вважає, що, хоча нґояма схожий на людину, він має хвіст, як деякі «дияволи» народу масаї. У одного із південноафриканських племен існує розповідь про те, як один чоловік, зустрівши у буші цю істоту і побачивши, як та їсть сире м'ясо, пожалів її. Він навчив нґояму розводити вогонь та готувати собі їжу на вогні. Отже, він певним чином цивілізував людоїда. Та якось нґояма, повернувшись у свій попередній тваринний стан, накинувся на свого благодійника і з'їв його. Налякати це чудовисько можна тільки пилою, яку він боїться з того часу, коли побачив, як нею спилювали дерево.
Готентоти із Калахарі розповідають про дивних і страшних істот, що живуть серед піщаних дюн — айґамучаб, які мають очі на ступнях ніг. Для того, щоб бачити, айґамучаб опускається на руки і підіймає ступні вгору. На людей вони полюють, мов на зебр і розривають їх своїми зубами завдовжки з палець на людській руці.
В африканському фольклорі також зустрічаються такі істоти, як чируві. Вони схожі на людей, але ніби розрізані вздовж — у них одна рука, одна нога, одне око, одне вухо. Бувають, як добрими, так і злими. Такі істоти зустрічаються не тільки в африканських племенах, у єменських арабів подібна істота має назву нас-нас. У яо ці істоти звуться читові, але дехто каже, що у читові одна половина тіла воскова. Він пропонує бій всім мандрівникам, яких він зустріне і ті, хто переможуть його, отримають винагороду — цілющі трави. У племені байла ця істота зветься секобокобо, але він більш доброзичливий, ніж чируві або читові. У субійя є свій сикулокобузука (людина з восковою ногою), що теж змушує мандрівника битись з ним.
У басуто одноногі і однорукі огри мають назву матебеле, можливо відповідно до назви найзліших ворогів басуто — зулу.
Аньянджа, говорячи про чудовисько, використовують ім'я Зімві, що означає «Великий дух». Так чи інакше, в казках він асоціюється із слоном і є об'єктом глузування Зайця. Суахілі недалеко відійшли від оригінальної концепції Зімві племені аньянджа, та сам термін був замінений арабськими термінами джин і шетані (шайтан).
Якось Зімві украв одну дівчинку і, посадивши її в барабан, змушував співати, стукаючи по барабану. Якось він прийшов у село дівчинки, і батьки впізнали голос своєї доньки. Вони напоїли Зімві пивом, і той заснув. Тоді вони витягли з барабану доньку і за її порадою поклали туди змію, бджіл і мурашок, «що боляче кусались». Через укус змії Зімві і помер, а на тому місці виросли гарбузи. Якось діти, що проходили повз гарбузи, хотіли один із них зірвати, але гарбуз «розгнівався» та покотився за ними. Дітей урятували жителі селища, які спалили гарбуза на вогнищі, а попіл «розвіяли по вітру».
У кікую існує людоїд Іліму, що вміє періодично перетворюватись у людину. У тсвана (чагга) подібна істота зветься Іріму, що теж уміє перетворюватись у людину. Асоціюється із леопардом, а Гутманн називає його пантерою-переветнем.
У тсвана існує міф про те, що дівчина вийшла заміж за леопарда Іріму. Експозиція цієї історії розповідає про те, як одній жінці собака допомагала доглядати немовля, та одного разу вона розірвала немовля, коли поранила його випадково кісткою, і в того виступила кров. Замість дитини собака поклала у колиску
гроно бананів і вкрила ковдрою, а жінці сказала не будити дитину, бо вона щойно погодувала її. Та згодом жінка дізналась страшну правду і разом із чоловіком спалила у вогнищі собаку. Від собаки залишився тільки череп, що викотився і, впавши у зрошувальний канал, потрапив у річку, води якої винесли череп на берег. В той час біля річки йшов гурт дівчат, щоб нарвати трави. Побачивши череп, вони подумали, що це білий камінь. Всі сказали, що камінь дуже гарний і схожий на їх маленького братика. Одна з тих дівчат посміялась над своїми подругами, заперечивши, що камінь не може бути схожим на маленького братика. Проходячи повз череп вони побачили, що той перетворився у велику скелю, що загородила їм шлях додому. Перша дівчина заспівала пісню:
Посунься і вступи нам дорогу!

Дай нам пройти! Дай нам пройти!

Та, що сміялась над тобою,

Далеко позаду - посунься!

Ми йдемо з оберемками трави,

Дай нам пройти! Дай нам пройти!
Скеля пропустила всіх дівчат, крім тієї, що насміхалась над подругами. Дівчина зустріла леопарда, який запитав, що та йому дасть коли той перенесе її через скелю. Дівчина почала перераховувати все, що вона мала в господі, але леопард від усього відмовлявся і тільки тоді погодився перенести, коли дівчина запропонувала стати його дружиною.
Дівчина схопилась за його хвіст, а леопард поліз на скелю, проте на півдорозі його хвіст обірвався, і дівчина впала. Один за одним приходили й інші леопарди, що пропонували свою допомогу, але з усіма ними трапилось те теж саме, доки не прийшов леопард з десятьма хвостами і допоміг їй перелізти через скелю. Дівчина стала його дружиною, і він привів її у своє селище. Це було селище леопардів-людожерів (Іріму).
Згодом до неї прийшли її брати, і дівчина захотіла повернутись до своїх рідних. Вона зачаклувала всі предмети в домі, щоб ті відповідали її голосом, коли її будуть кликати. Таким чином вона втекла від свого чоловіка, а коли той спохопився, вона вже перебралась через річку, промовивши заклинання, яке зупиняло водяний потік. Вона зупинилась на березі трохи перепочити, а тим часом до протилежного берегу примчав її чоловік. Він запитав її, як вона перейшла річку. Дівчина розповіла, що треба сказати і додала, що по середині річки треба сказати: «Водо, зімкнись!». Леопард їй повірив і все зробив, як та сказала. Водяний потік поніс його за собою, він наостанок прокляв дружину, щоб та зустрічала п'ятиголових людей, куди вона тільки не прийде, а та його, сказавши, щоб він перетворився у бананове дерево, що з ним і трапилось. Дівчина зустріла п'ятиголових людей, і це її дуже розсмішило. Від її сміху зайві голови відпали, а ті люди почали вимагати повернути їм їх голови. Щоб примиритись з ними дівчина, віддала їм своє намисто. Згодом вона повернулась до своїх рідних.
Гір'яма, чия територія межує з землею покомо, розповідають про кацумбаказі, що є в деяких аспектах істотою, подібною до кітунусі. Про це говорить преподобний У. Е. Тейлор: «щось на кшталт джина, духу, який іноді з'являється при денному світлі … Зазвичай це злоблива істота. Вона страждає через свій малий зріст, і тому надзвичайно образлива. Зазвичай кацумбаказі запитує зустрічну людину: „Де ти побачив мене?“ Якщо людина не відрізняється великим розумом і відповідає: „Ось тут“, то це може закінчитись смертю людини, якщо ж вона усвідомлює всю небезпеку і каже: „О, я побачив тебе здалеку!“ — у нього є шанс піти цілим і неушкодженим, іноді з ним навіть трапляється щось хороше».
Суахілі розповідають історії про гномів, званих вабілікімо. Живуть ці «гноми» в чотирьох днях пішого шляху на захід від чага, «вони маленького зросту, приблизно дві відстані від середнього пальця до ліктя». Суахілі вважають, що назва племені карликів походить від слів білі (вілі — два) і кімо — (міра). Однак, найімовірніше, воно належить до якоїсь із мов, на яких говорять в глибинних районах країни, а суахілі просто наслідують приклад етимологів, що намагаються всіма способами знайти шукане значення слова. У гір'яма мбірікімо — «представник відомого за чутками народу пігмеїв». Крапф говорить: «Суахілі стверджують, що отримали всі свої знання про лікарські рослини від цих пігмеїв» (таке його тлумачення заяви, що вони йдуть до «мбілікімоні шукати ліки»). У пігмеїв «довгі бороди, і вони постійно носять із собою маленькі стільці». До останнього твердження Крапф ставиться з недовірою, вважаючи його плодом уяви суахілі. Проте деякі племена, що живуть у центральних районах континенту, мають звичай носити на спині свої маленькі дерев'яні лавки.
Чверть століття тому в Ньясаленді Гаррі Джонстон записав переказ корінного населення, яке говорить, що «у племені карликів світло-жовті обличчя» і живуть вони у верхній частині гірського масиву Мландже. У дійсності ж це могли бути бушмени. Вивчення населення в деяких районах Протекторату дозволяє припустити, що в цих людях тече і бушменська кров. "Вони дали цим людям специфічне ім'я, «А-Рунгу». Зізнаюся, коли я почув це ім'я, то кілька засумнівався в цінності переказів цього племені, оскільки це ж слово використовувалося членами племені для позначення богів.
Втім, цей факт міг свідчити лише про те, що «маленький народ» перейшов в категорію міфічного, як це сталося в інших районах Ньясаленду. Доктор Станнус виявив, що, в той час як народ яо в деяких районах Протекторату використовує слово читів (множина ітов) у вже згаданому сенсі (як еквівалент чіруві), інші надають йому інше значення: "У яо мачінга ітов — це «маленький народ» схожий на лепреконів. Вони здійснюють набіги на поля і насилають гниль на плоди; фрукти і овочі, яких торкнулася їх рука, будуть гіркими. Щоб запобігти цим катастрофам, яо, коли урожай дозріває, кладуть овочі на перехрестях доріг, сподіваючись тим самим задобрити ітов і запобігти їх візити на поля. У читів є щось від людей і тварин одночасно. У нього дві ноги, але пересувається він переважно рачки. Яо розповідають про інший легендарний «маленький народ», який «колись жив на землі, та й зараз ще зустрічається». Представники цього народу мали малий зріст, носили довгі бороди, були надзвичайно уразливі, жорстокі і задиристі, як зброю використовували списи. Якщо людині траплялося зустріти когось із цих карликів, той негайно ставив запитання: «З якої відстані ти помітив мене?» Тут людині слід було прикинутися, що він помітив карлика здалеку, щоб змусити того увірувати в свою значущість. «Якщо ж ви скажете: „Та я тільки що помітив тебе!“ — Він, не замислюючись, проткне вас списом». Люди вважають, що карлики мешкають на вершинах високих гір і займаються ковальським справою. Їх називають мумбонелеквапі"..

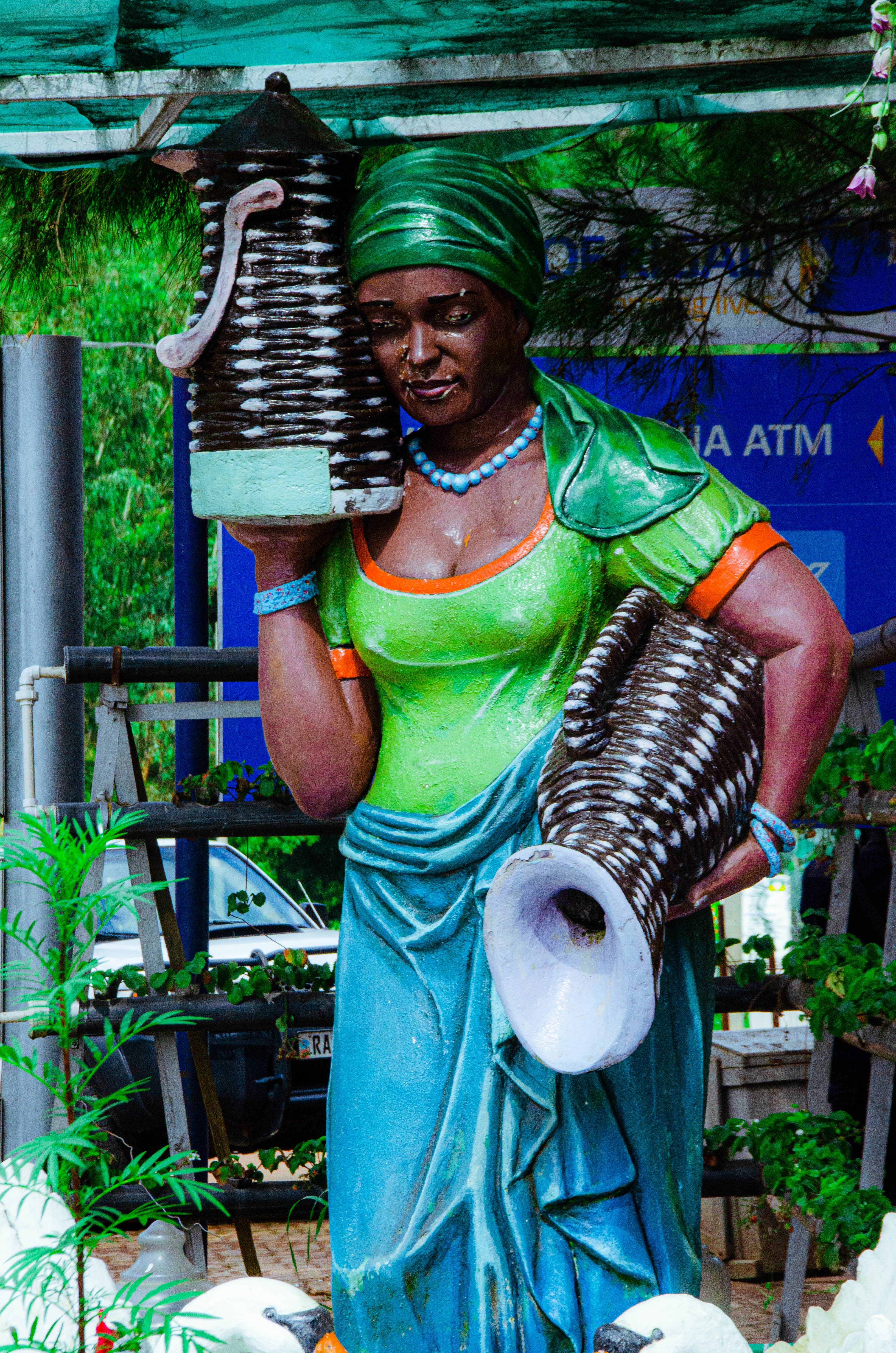
Абатва

У зулусів «маленький народ» зветься абатвою, про це пише єпископ Каллауей, якому про них розповів Умпенгула Мбанда.
«Абатва — зовсім маленький народ, куди менше всіх інших маленьких людей. Вони пересуваються у високій траві і сплять в мурашниках; вони бродять в тумані; вони живуть в глушині, далеко від селищ, в скелях; у них немає поселень, про які ви могли б сказати: „Ось село абатва“. Їх село там, де вони вбивають дичину; вони з'їдають все дочиста і йдуть. Ось який їхній спосіб життя».
Якщо трапляється так, що людина вирушила в дорогу і несподівано стикнулась з умутва (однина слова абатва), то останній зазвичай ставив запитання: «Де ти побачив мене»? Якщо людина сказала правду: «Я побачив тебе ось тут, у цьому самому місці». Умутва розсердиться, вирішивши, що людина зневажає його, за це він може пустити в неї свою стрілу, і та помре. Коли ж людина, що зустрівши умутва каже: «Я бачив тебе!» (Звичайне зулуських вітання, Са-ку-бона). Умутва ставить своє запитання: «Коли ти побачив мене?», то «правильна» відповідь: «Я побачив тебе, коли був далеко. Бачиш гору? Я побачив тебе, коли був на вершині».

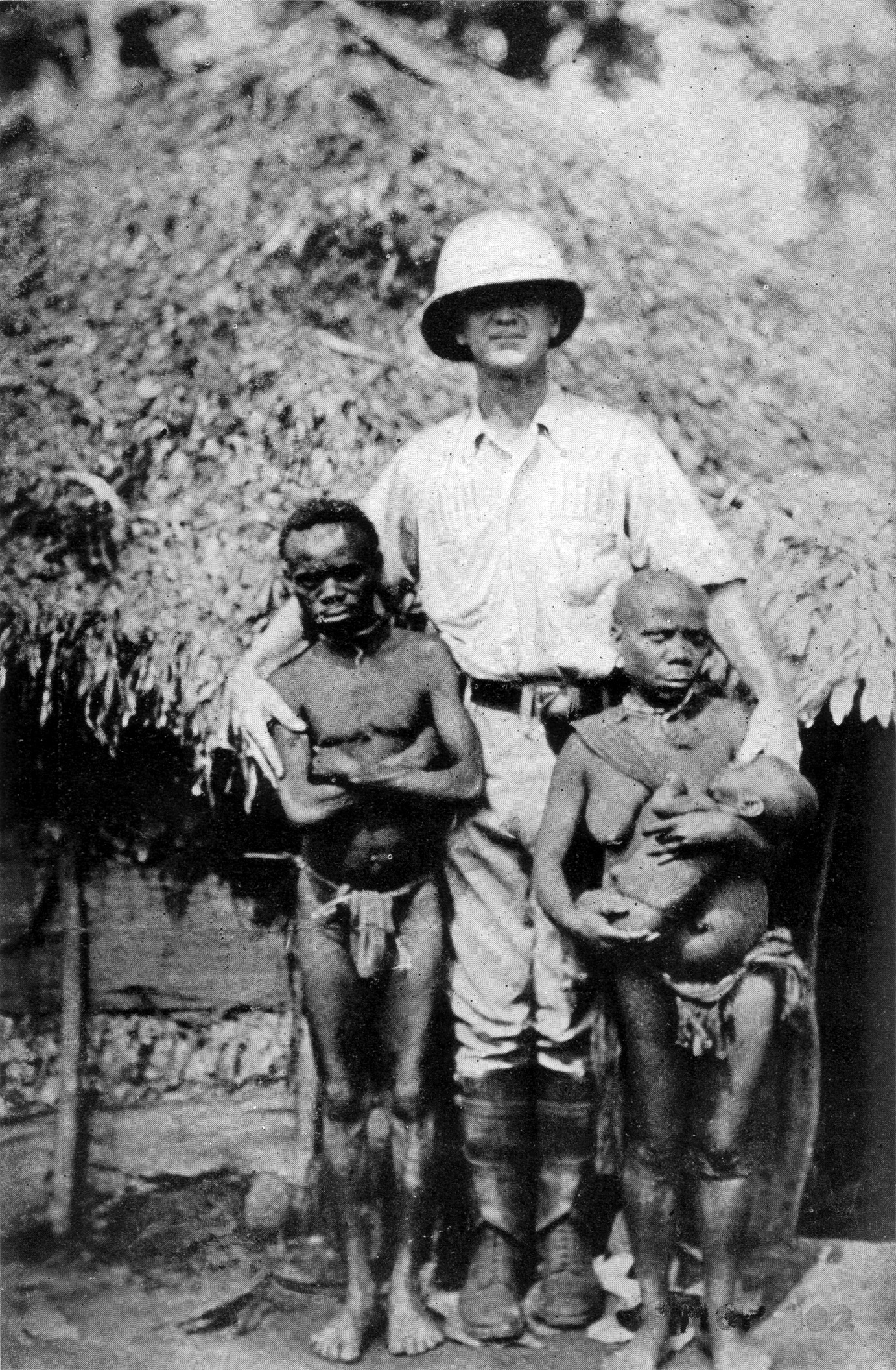
Пігмеї

До цієї розповіді є невелике доповнення, яке спочатку могло становити частину розповіді. Воно виразно з'явилося порівняно недавно, оскільки говорить про те, що у абатва є коні.
«Абатва — мандрівний народ. Коли дичину добігає кінця там, де вони зупиняються, абатва сідають на коня, один позаду іншого, і їдуть далі. Якщо їм не зустрічається дичину, вони з'їдають коней».
Їх небезпека, за словами Умпенгули (ім'я оповідача), криється саме в їх крайній нікчемності: «Абатва — крихітні істоти, яких не розгледіти у високій траві. Ось людина йде, дивиться перед собою і думає: „Якщо з'явиться людина або тварина, я побачу їх“. І раптом — зирк! — А в траві умутва. Людина відчуває, що в нього випустили стрілу, оглядається, але не бачить лучника і лякається»..
Єпископ Каллауей додає: «Але в історії про абатва йдеться не про бушменів, це скоріше піксі або якийсь народ, куди слабкіший, ніж справжні бушмени. І все ж схожості між ними достатньо, щоб можна було говорити про те, що перед нами опис перших контактів між зулусами і цим народом».
Подальше дослідження показує, що висловлені єпископом сумніви безпідставні. Ці абатва — виразно справжні бушмени, хоча вони і перейшли в категорію народів міфічних.
Пігмеї (батва) з Касаї також «прийшли з іншого місця» — їхні прабатьки вважаються нащадками дерев, а бангонго повідомили Торд, що й донині можна побачити великі тріщини у стовбурах дерев, з яких вони вийшли. Переказ свідчить, що Вото, четвертий вождь бушонго, покинувши своє плем'я і віддалившись в ліс по причині злодіянь, скоєних його родичами, відчув себе самотнім і вимовив заклинання. Тут дерева розкрилися і випустили на світло безліч крихітних істот. «Хто ви?» — Запитав Вото, і крихітні істоти відповіли: «Біну батве!» («Ми — люди») — звідси й походить їхня назва. Абатва людські істоти і мають дітей, як всі інші люди, але в той час вони були тільки духами в людському вигляді, дітьми дерев.

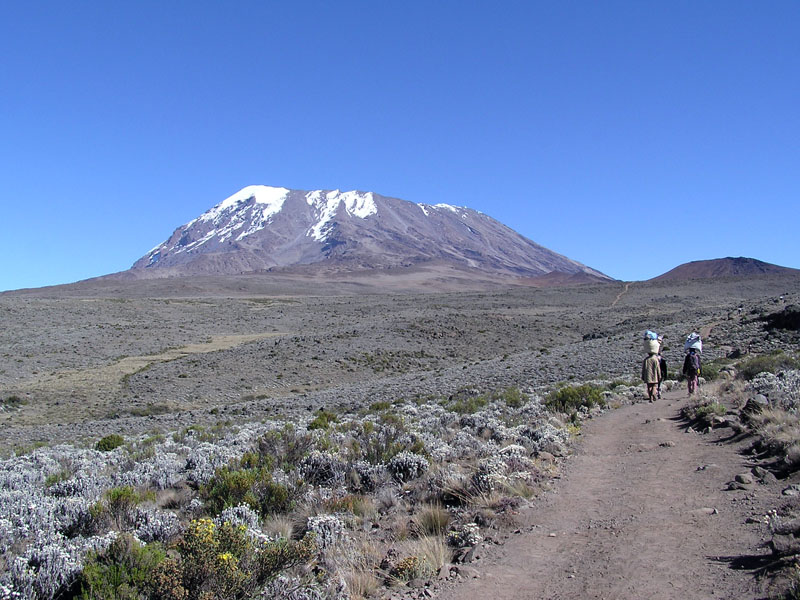
Верхівка Кіліманджаро — Кібо

«Маленький народ», що живе в горі Кіліманджаро, тут у них є все, що потрібно для життя, — бананові дерева і стада худоби. Бідні чи хворі люди, які знайшли двері в цей світ, зустрічають привітний прийом і отримують щедрі дари, в той час як багаті, що прагнуть стати ще багатшими, виганяють з ганьбою. Це нагадує численні історії про фрау Холле, хоча вони розповідають швидше про царство мертвих. Не викликає, однак, сумнівів, що привітний народ з підземного світу — це не предки (варі-му), а «легендарні древні мешканці землі». Деякі африканці вірять, що вони мешкають не в горі, а на вершині Кібо — величезного покритого снігом купола.
«Це карлики з величезними, безформними головами, що відступили перед насуваються племенами і знайшли притулок на високій важкодоступній горі. Їх називають вадарімба або ваконьїнго. У них є щось подібне до драбин, прикріплених до скель. Цими драбинами карлики піднімаються. Але на вершині гори сходи ці не закінчуються, а спрямовуються прямо в небо. Ці карлики теж виявляють співчуття знедоленим. Шматки м'яса, які вони кидають в заростях бананових дерев, здійснюючи приношення предкам, скочуються по схилу гори і перетворюються на воронів». Можливо, це спроба пояснити поширення в районі Кіліманджаро білошиїх ворон.
Кажуть, що ваконьїнго — це людські діти, але з величезними головами. Вони ніколи не лягають в ліжко, а сплять сидячи, притулившись до стін хатин, оскільки якщо вони ляжуть в ліжко, то більше вже не зможуть піднятися через тяжкості своїх голів. Якщо один з карликів падає, йому доводиться чекати, поки товариші не піднімуть його, тому кожен Мконьїнго носить за поясом ріг, щоб можна було в разі потреби подати сигнал.
Історія розповідає про те, як жінки ваконьїнго вирушили вниз по схилу гори, щоб набрати трави. У кожної за спиною був прив'язаний калебас з вершками, щоб під час ходьби збивати масло.
Таким чином, ваконьїнго не є мешканцями неба, хоча і нагадують їх у дечому. Тонга вірять у те, що карлики живуть на небі та іноді спускаються звідти під час грози.

## Тотемізм

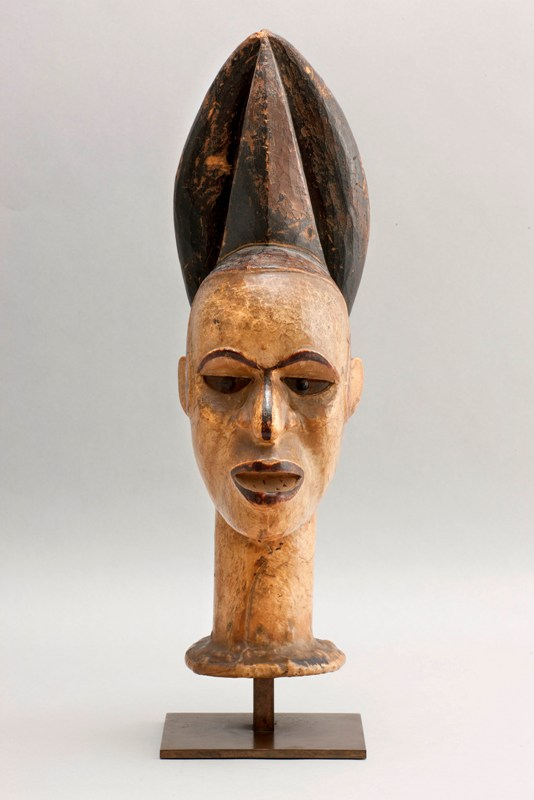
Маска чоловічого таємного товариства «чоловіків-леопардів» Еґбо народу екої, Нігерія.

У ролі тотема може виступати тварина або рослина, рідше — неживий предмет, і ще рідше — об'єкт штучний. У нанді і гереро існують тотеми дощ і сонце, в Ньясаленді — тотем пагорб, у бечуанів (баролонг) — тотем залізо. Спосіб, яким був породжений тотем, може пролити деяке світло на тотеми, що здаються аномальними. Плем'я баролонг колись «танцювало» (як кажуть бечуани) куду (лісову антилопу) і, отже, не могло вживати в їжу її м'ясо. Одного разу під час голоду хтось випадково вбив антилопу. Ніхто, однак, не наважився доторкнутися до її м'яса, жорстоко страждала від голоду. На допомогу прийшов вождь — він запропонував змінити тотем і почитати відтепер не куду, а пронизувати її списом. (Це дозволяє припустити, що «залізний» тотем належить до класу не просто неживих, але штучно створених предметів.)

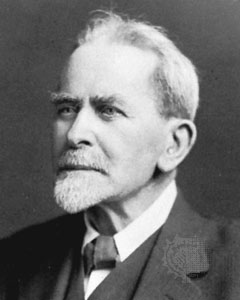
Джеймс Джордж Фрейзер

Тотемам, стверджує Джеймс Джордж Фрейзер, ніколи не поклонялися в істинному розумінні цього слова. Ставлення до них було «дружнім, майже родинним». Людина «ототожнює себе і своїх одноплемінників зі своїм тотемом… він сприймає себе і членів свого клану як тварин того ж виду і, з іншого боку, до деякої міри олюднює тварин». Тотемізм іноді розвивається в культ тварин або рослин, як трапилося в Давньому Єгипті. У народу баганда є «бог-пітон», Сельванга, храм якої знаходиться в Буду. Його жерці — члени клану Серця, а в оповіданні Роско немає нічого, що дозволяло б припустити, що він є тотемом. Однак, коли бачимо, що у племені камаламба, що живе на північний схід від озера Вікторія, є тотем пітон і що два клани, які володіють цим тотемом, віддають особливі почесті пітонові, походження тотема стає очевидним. Ваванга, плем'я споріднене камаламба, «проводять певні священні ритуали, пов'язані з пітоном… Солом'яні фігурки цих змій із посудиною, наповненим кашею або пивом, і, можливо, парою пір'я, уткнутих в землю позаду них, часто можна побачити в селах. Це означає, що хтось з жителів села недавно зустрів пітона і запропонував йому птицю або іншу їжу, а по поверненні відтворив картину, яка ілюструє зустріч з тотемом».
За твердженням доктора Мансфельда, плем'я екої з Камеруну не тільки вважає своїх тотемних тварин помічниками і захисниками, але і може змусити їх виконувати накази, наприклад напасти на ворогів племені. Тотемная група зазвичай збігається з селом, тобто є питанням локалізації, а не походження. Найтиповішими тотемами є гіпопотам, слон, крокодил, леопард і горила, а також риби і змії.
Згідно з теорією екої, половина душі кожної людини живе в тварині, що є представником тотема, отже, тільки одна конкретна тварина — його індивідуальний тотем. Люди з клану Слона будуть полювати на слонів і безжально вбивати їх, шкодуючи тих, хто є тотемами, оскільки явно не все слони є тотемами. Людина та його тотем завжди інстинктивно дізнаються один одного і будуть уникати зустрічі: що ж до тотемів інших мисливців, то, якщо мисливець належним чином скоїть приношення фетишу слона перед початком полювання, будь слон-тотем дасть йому знати про себе, піднявши передню ногу. Якщо ж мисливець не вчинить приношення, він може поранити або вбити тотем, тоді людина, якій цей тотем належить, може захворіти чи померти. Людина може перетворюватися в крокодила або гіпопотама або в будь-яку тварину, яка є його тотемом, а потім зробитися невидимим, щоб помститися ворогові. У той же час він може відправити другу половину своєї душі, втілену в тотем, з тим же дорученням.

### Тварини-трикстери

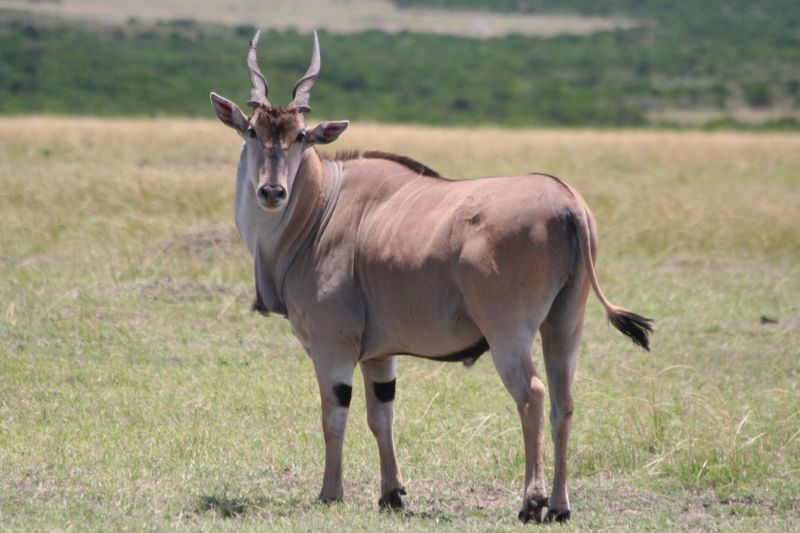
Антилопа канна

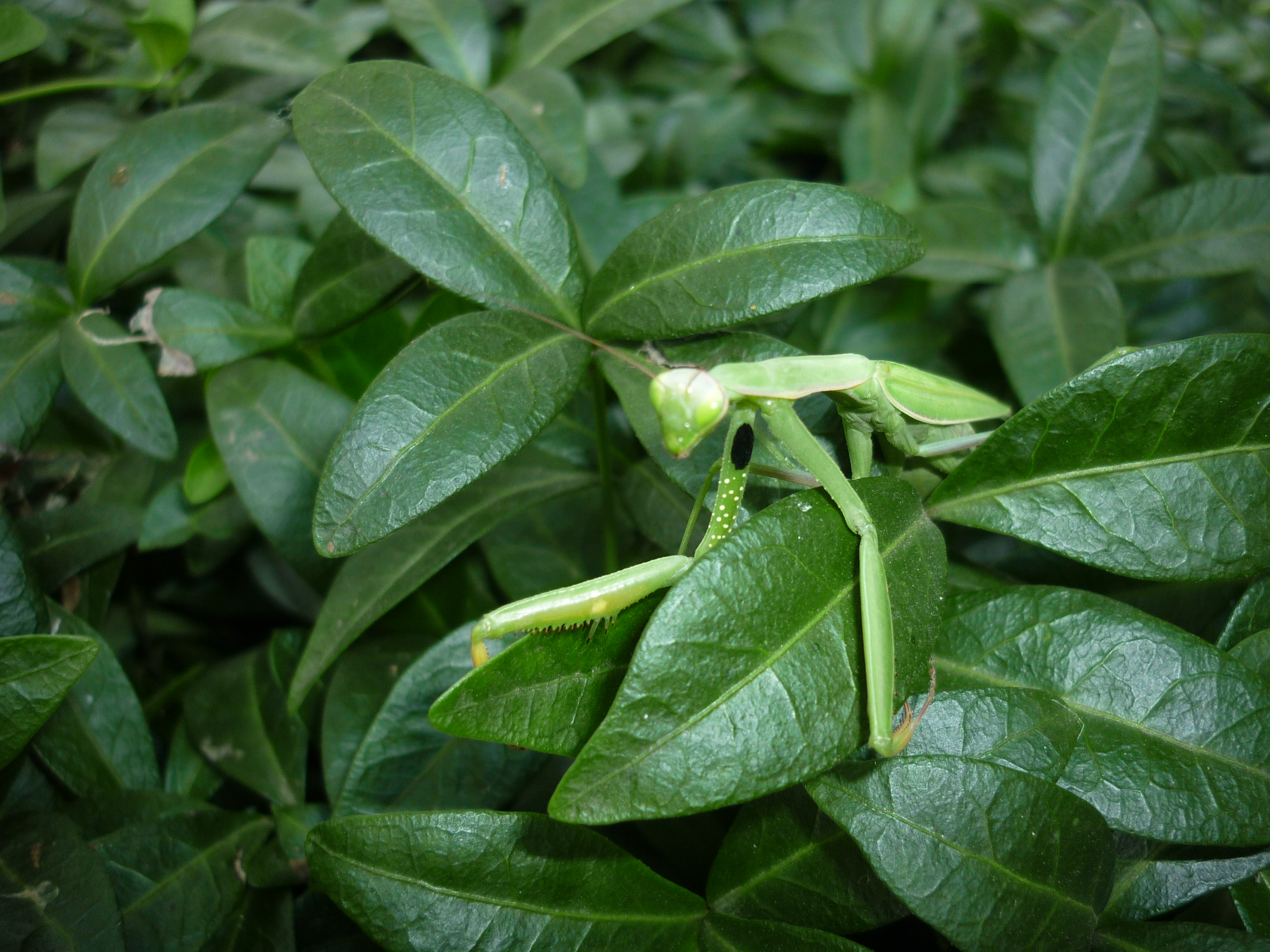
Богомол

Головним героєм історій про тварин у банту є Заєць, який в Америці перетворився на Братика Кролика. Він один з міфічних персонажів-трикстерів, які фігурують в міфологіях африканських народів. Основна маса негрів з південних штатів США ведуть своє походження від бантумовних племен — велика їх частина прийшли з регіону Конго. Це досить цікаво, якщо взяти до уваги той факт, що Заєць не є улюбленим героєм у фольклорі народу Конго. Однак Вікс пропонує своє пояснення: Братик Кролик — це Газель, судячи з усього карликова антилопа (Neotragus) або африканський олень (Dorcatherium). «Вона дуже моторна і кмітлива, і я припускаю, що раби, привезені з Конго, не знайшовши подібного тварини в Америці, замінили її на Кролика». Заєць, який водиться в більшості районів Східної та Південної Африки, фігурує у фольклорі цих регіонів, і деякі з його пригод приписуються маленької антилопі, що зайняла його місце на заході Африки — на території на північ від Конго до Камеруну і на території за ареалом банту аж до Сьєрра-Леоне. Чому цю антилопу англомовні негри називають Хитрим Кроликом — загадка. Ймовірно, її можна пояснити змішанням племен, що стався при розселенні в Сьєрра-Леоне звільнених рабів. Словники Келле включають ряд діалектів банту, на деяких з них говорять люди, в чиїх казках фігурує Заєць. Трохи спотворена англійська стала звичним мовою для всіх поселенців Сьєрра-Леоне, і цілком природно, що в процесі обміну усною творчістю ім'я Хитрий Кролик було перенесено від героя східних казок до героя західних — самі казки у багатьох випадках майже ідентичні. Я підозрюю, що Хитрий Кролик зайняв місце Зайця в тих регіонах, де зайці не водяться.
Богомол — важлива фігура в бушменському фольклорі. Дійсно, Богомол для африканців є чимось на зразок божества. Невідомо, чи був Богомол колись тотемом. Які б ідеї не лежали в основі вірувань африканців, бушмени вважають Богомола (Каггена) божественною або напівбожественною істотою. Богомол брав участь у створенні світу. Місяць — це його старий черевик, який він закинув на небо. Він створив антилопу канну і оживляє її кожен раз, коли та гине..

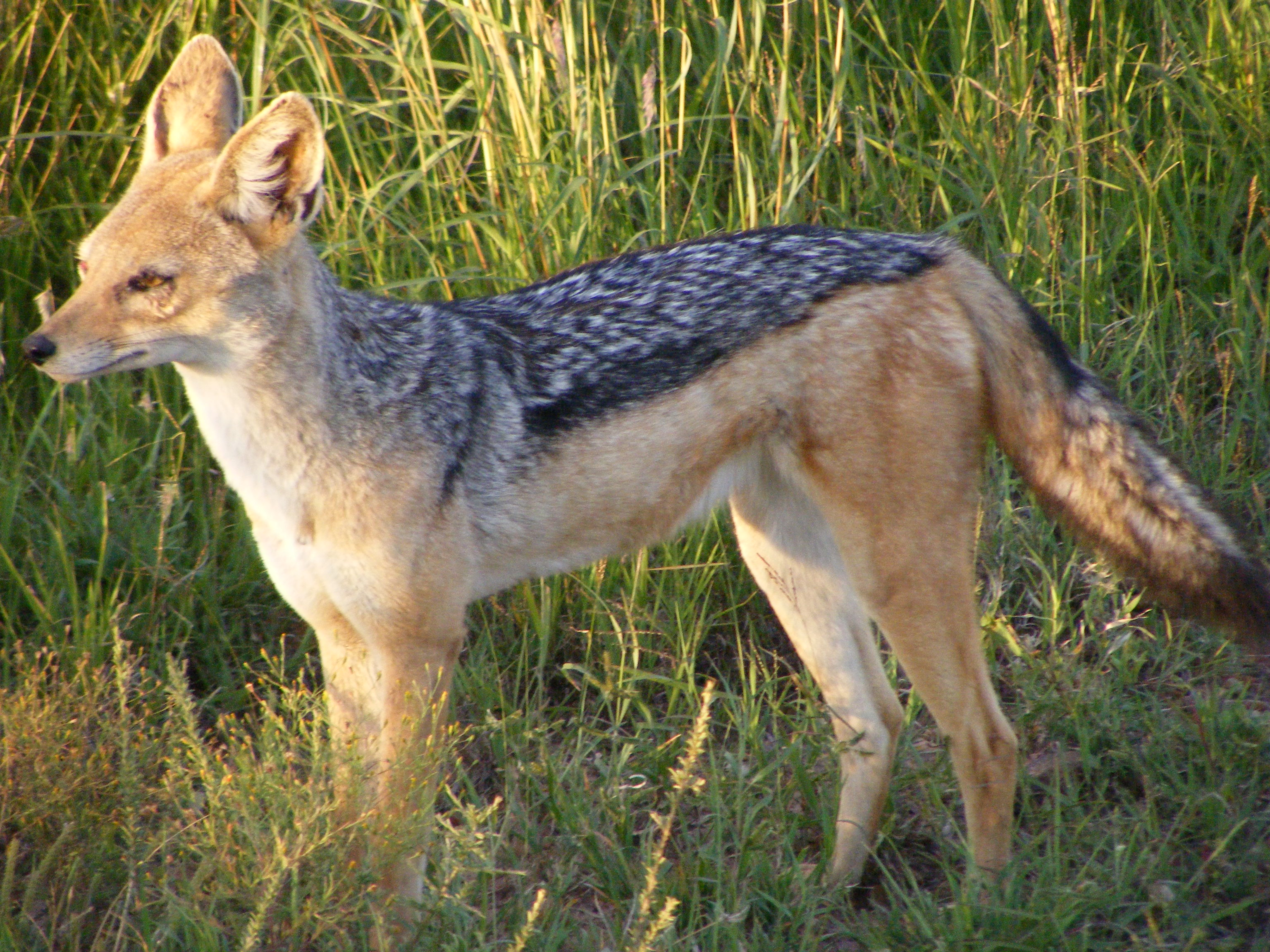
Шакал

Найпопулярніші герої «тотемічних» міфів — це заєць і шакал. Про них існуює багато міфів, легенд, а також казок та історій. Та якщо в одній частині Африки заєць — улюблений герой фольклору, то в інший вважається твариною, що приносить нещастя. Абісинці (ефіопські народи), як і оромо, не їдять заяче м'ясо, а заєць, перетинав людині дорогу, вважається найгіршою з прикмет.
У Південній Африці внаслідок контакту різних племен теж виникла певна плутанина. Басуто приписують одне з найвідоміших пригод зайця шакалу. Можливо, внаслідок прямого або непрямого впливу готтентотів В одній з історій заєць виступає в ролі жертви шакала, такий розвиток подій більше характерно для хамітських казок.
Ніхто з дослідників африканського фольклору на початку XX століття не намагався поєднати всі міфи про Зайці в єдине ціле, як це було зроблено невідомим середньовічним поетом (або поетами) по відношенні до історій про Лиса Ренара.
В історіях, що розповідаються про зайця, цей популярний герой фольклору зазвичай виходить переможцем, але в деяких випадках перехитрити Зайця вдається черепасі, як, наприклад, в історії про тварин і їх криницю. Нижче наведені африканські варіанти двох найбільш відомих подвигів Братика черепахи.
Слід зазначити, що черепаха з'являється у всіх трьох розділах африканського фольклору — разом із зайцем (або іноді займає його місце антилопи) шакалів і павуком. В історіях фігурує і сухопутна черепаха, і морська або один з різновидів прісноводних черепах — вибір конкретного виду, безсумнівно, залежить від місцевості.
Баронга у своєму фольклорі не приділяють черепасі особливої уваги. Її місце займає дивне маленьке земноводне, зване ними чину, а зоологами — Breviceps mossambicensis (східноафриканський вузькорот).
У Сьєрра-Леоне черепаха сідлає леопарда ніби коня, а у Вест-Індії в цьому епізоді фігурує Анансі. Черепаха, пустивши в хід всю свою хитрість, обманом змушує леопарда посадити її до себе на спину, більш того, обдурений леопард навіть наполягає на цьому. Виявивши, що його провели, леопард вирішує помститися черепасі, прив'язує її до «великого дерева» і б'є так, що у черепахи і донині на панцирі можна побачити відмітини. Втім, подібний епізод в історіях зустрічається рідко. Як правило, незвичайний вид черепашачого панцира пояснюють тим, що одного разу він розбився на шматки, а потім був склеєний.

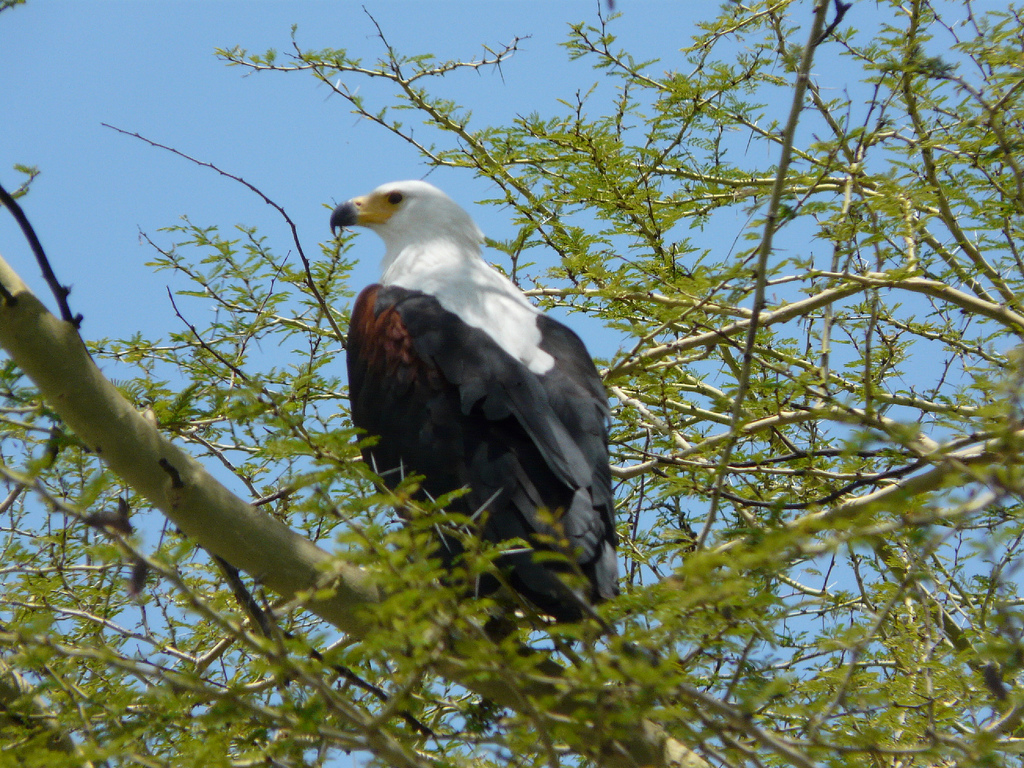
Орлан африканський

Відома історія, що нагадує байку Езопа про змагання Черепахи і Зайця, з'явилася порівняно недавно. Ця нехитра казка набула широкого поширення на африканському континенті, і вчені навіть припустили, що її варіації з'явилися одночасно і незалежно один від одного в різних племен. Історія одночасно і повчальна, і дивовижна. Акамба розповідають, що між Черепахою (Нґу) і орланом африканським (Haliaetus vocifer) якого акамба називають Кіпалала, а суахілі — Фурукомбе або Чалікоко, відбулося змагання. Обидва вирішили одружитися з однією дівчиною з племені акамба (камба), але її батько сказав, що віддасть дочку в дружини тільки тому, хто «вирушить вдень до узбережжя, а ввечері повернеться, принісши пригорщу морської солі».
Орлан відразу погодився брати участь у змаганні, а Черепаха попросила відкласти його на десять місяців. Наступного дня, таємно від Орлана, Черепаха вирушила до узбережжя за сіллю. Весь шлях туди зайняв у неї п'ять місяців, стільки ж відняла зворотна дорога.
Сіль Черепаха сховала у своїй хатині. По дорозі до узбережжя вона домовилася з усіма черепахами про те, що, якщо Орлан, пролітаючи, запитає: «Черепаха, ти тут? (Нґу іко?)», то мають крикнути у відповідь: «Так, так, я тут». У призначений день Орлан піднявся в повітря і полетів до моря. Час від часу він питав: «Нґу іко?». І скрізь отримував заготовлену відповідь. Орлан був дуже здивований, побачивши, що Черепаха не поступається йому у швидкості пересування, і ще більше здивувався, прилетівши на берег моря і побачивши там Черепаху, що збирає сіль. Орлан швидко набрав солі і полетів назад, не підозрюючи, що Черепаха, яку він залишив на березі, зовсім не була його суперником. Орлан тріумфував, він був упевнений у перемозі. О четвертій годині пополудні справжня Черепаха побачила в небі точку — це наближався Орлан. Вона вийшла з укриття, де ховалася весь день, вирушила в село і оголосила там про своє повернення з узбережжя і протягнула батьку дівчини мішечок з сіллю.
Орлан ж, прилетівши в село і виявивши, що його обвели навколо пальця «дуже розсердився і в гніві полетів геть». Батько дівчини, Мукамба, сказав Черепасі «Це правда, ти виграла, але, якщо я віддам тобі свою дочку в дружини, чи знайдете ви безпечне житло? Орлан так розсерджений, що напевно знайде і вб'є тебе». — «О! Все гаразд, не хвилюйся про мою безпеку — відповів Черепаха. — Із цього дня я буду жити у воді, і Орлану ніколи не знайти мене».

### Анансі— популярний герой-трикстер

Анансі. Кадр із мультиплікаційного фільму «Анансі і чарівна паличка»

Персонаж західноафриканського фольклору — Анансі — разюче відрізняється від Павука, про якого розповідають у бантумовних регіонах і який пов'язаний із створенням світу або діє як посередник між небом і землею. Так, в ангольської історії про сина Кіманавезі, що одружився з дочкою Сонця і Місяця, говориться, що коли служниці Сонця спускалися на землю, щоб набрати води, то піднімалися й опускалися вони за допомогою павутини. Племена Нижнього Конго вірять, що Павук приніс з неба вогонь.
Найповніше образ Анансі розкрився у фольклорі. Недарма існує прислів'я ашанті — «Немає казки без Анансі». Навколо образу Анансі групуються цілі цикли оповідок, в яких, крім нього діють також члени його родини — жінка (найчастіше має ім'я Асасе Йа) та сини, верховний бог Ньяме, різноманітні звірі, люди тощо.
Загальновизнаною особливістю Павука є його мова. У хауса він шепелявить і каже «шакі» замість «саркін» (вождь), «дойна» замість «дройна» (гіппопотам) тощо. Жителі Гани говорять, що Павук гугнявить.
У міфології акан Анансі виступає як культурний герой (деміург). Найчастіше Анансі — типовий трикстер, тобто хитрун, який перебуває поза злом і добром, здійснюючи свої підступи заради самої хитрості.
Павук, незважаючи на свою кмітливість і винахідливість, не завжди перемагає. Підтвердженням тому може служити наступна казка, що розповідається хауса, а також — в іншій варіації — плем'ям з Гани.

Анансі і метелики. Кадр із мультиплікаційного фільму «Анансі і чарівна паличка»

У дружини Павука була корова, яку Павук хотів з'їсти. Але він не міг зачепити корову (цей африканський звичай часто обходять увагою) без дозволу дружини, яку вона зовсім не мала наміру віддавати йому. Тоді Павук прикинувся хворим і побажав, щоб дружина проконсультувалася у якогось одноокого знахаря, якого можна було знайти в місці, вказаному павуком. Коли дружина пішла, Павук закрив одне око пов'язкою, вирушив коротким шляхом через зарості і прийшов на місце раніше за дружину. Не впізнавши чоловіка, дружина Павука прийняла його за знахаря, сплатила винагороду і сказала, що прийшла порадитися з приводу свого чоловіка, який був серйозно хворий. Павук сказав, що пацієнт не одужає, якщо «вона не віддасть йому свою корову». Павук, за словами «знахаря», повинен був відвести корову в зарості, де його ніхто не побачить, навіть мухи, і там заколоти її (згадка про мух, вважає оповідач, свідчить про крайню жадібність Павука: він не згоден пожертвувати навіть крихітним шматочком м'яса). Дружина повернулася додому і знайшла чоловіка в ліжку. Прикидаючись хворим, той голосно стогнав. Як і слід було очікувати, Павук висловив бажання негайно прийняти запропоновані ліки, а коли дружина сказала, що він занадто слабкий, щоб встати з ліжка, Павук заявив, що якщо не зможе йти, то поповзе за коровою. Фактично він вже відчував себе настільки добре, що зміг вилізти з ліжка і зловити корову. Довго йшли Павук, його дружина і син через зарості, поки не знайшли відповідне місце, де можна було б заколоти корову. Нарешті зголоднілий Павук заколов корову, оббілував її, а потім, думаючи, що червоний захід сонця, що виднівся крізь зарості — це палаюче вдалині багаття, відправив сина за вугіллям, щоб вони могли засмажити м'ясо. Поки син пробирався крізь зарості, сонце сіло, але він як і раніше бачив червона пляма, яке приймав за вогонь. Насправді ж це була відкрита паща демона заростей, відомого як Додо. Хлопчик намагався запалити від того «вогню» пучок сухої трави, коли над його головою раптово пролунав голос. «Хто ти такий?» — Запитав Додо. Трясучись від страху, хлопчик зміг вимовити тільки: «мій батько запрошує вас», тоді Додо встав і пішов за ним. Розсерджений вторгненням непрошеного гостя, Павук досить різко запитав: «хто тебе кликав»? Додо сказав: «твій син покликав мене». Павук готовий був ударити сина, але Додо сказав «Не бий його». Павук стримався, відрізав шматок м'яса і віддав його Додо, але той виказав здивування «І заради такої малості друг покликав одного? Не завадило б додати». Так тривало доки Додо не забрав собі все м'ясо.
Але, навіть забравши все м'ясо, Додо не був задоволений, а на зауваження Павука, що у нього більше нічого немає, сказав «Якщо ти запропонуєш мені себе, я не відмовлюся». Павук, ігноруючи цей прозорий натяк, віддав Додо спочатку сина, потім дружину, яких Додо заховав у мішок зі слонової шкіри, куди до цього вже поклав м'ясо. Потім Павук почав збирати молоді гарбузи, що росли поблизу, але і спустошивши все поле, не зміг заповнити мішок, а продовольчі ресурси між тим вже виснажилися. Тоді Додо відкрив мішок і сказав: «лізь-но сюди» і Павук, зітхаючи, поліз у мішок.
Потім Додо зав'язав мішок, закинув його на спину і вирушив через ліс, шукаючи зручне місце, де можна було б розвести вогонь і зажарити здобич. Раптом із заростей вийшов Верблюд, він простував немов вождь, супроводжуваний довгою процесією, яка співала йому хвалу. Верблюд пройшов повз, не звернувши уваги на Додо. Незабаром з'явився Козел, теж оточений почтом. І він пройшов повз, не сказавши ні слова. Потім із заростей вийшов Пацюк. Він вже теж було пройшов повз, але хтось з тварин звернув увагу на поклажу Додо. Пацюк, безсумнівно вже мав досвід спілкування з Додо, зупинився і поцікавився, що у Додо в мішку. Той, не бажаючи ділитися здобиччю, поспішив проковтнути Пацюка, але тому вдалося тричі вийти неушкодженим з різних частин тіла Додо. Потім Додо впав на землю і помер. Пацюк розв'язав мішок, і звідти вийшли Павук, його дружина і син. Почувши історію Павука, Пацюк сказав: «нікчемо, забирай своє м'ясо і йди додому. Аллах був добрий до тебе сьогодні» — і з тим відбула. Павук же, пропустивши його слова повз вуха, забрав м'ясо, якого мало не позбувся, і вирушив додому, а потім ще послав своїх слуг за тілом Додо, якого визнав їстівним.

## Міфи про магію та чаклунство

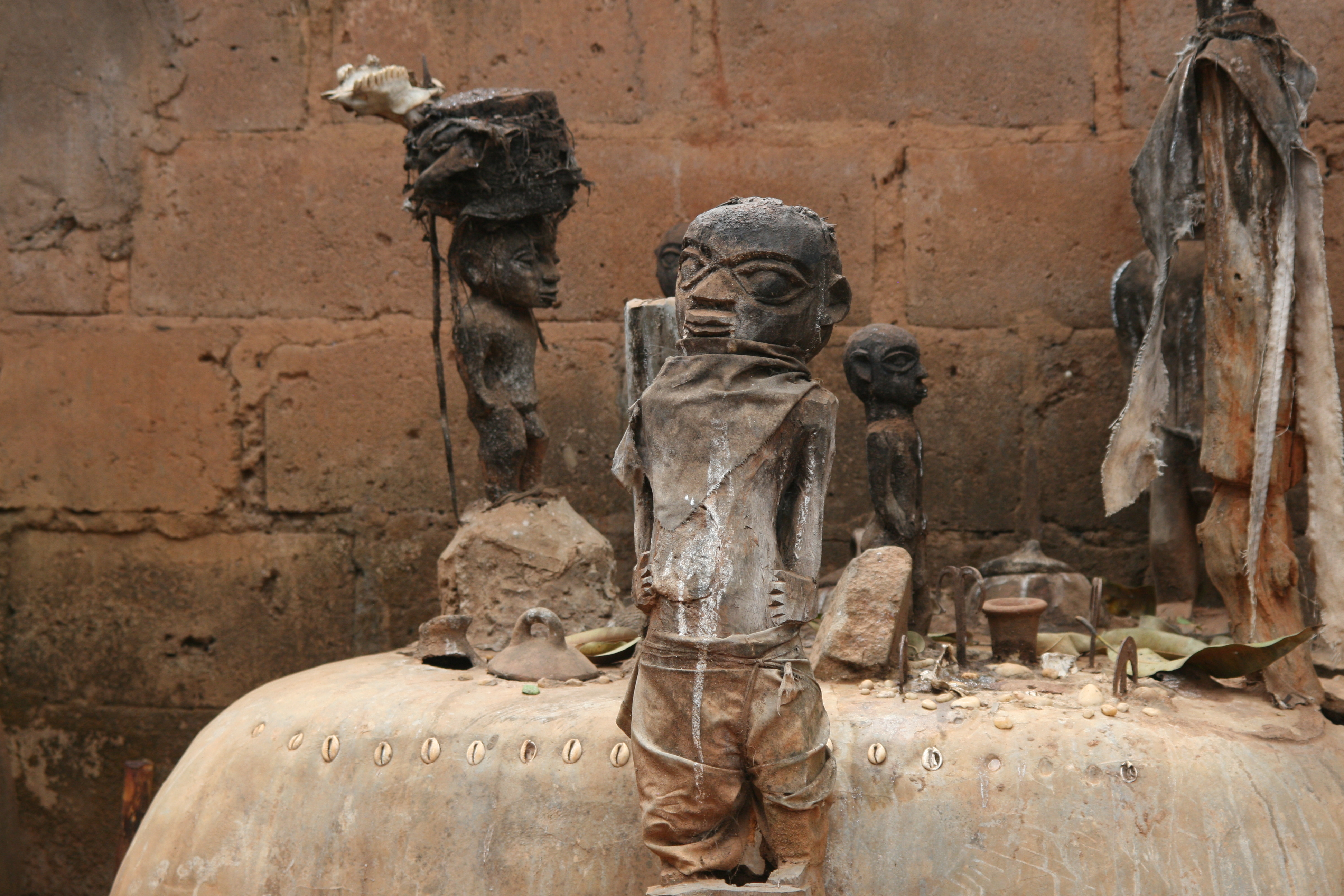
Вівтар вуду

Історії про чаклунів не типові для африканської міфології, у банту вони зустрічаються досить рідко, попри те, що вуду, дуже популярне серед темношкірого населення Карибів утворились із магічних практик африканських чаклунів.
Зазвичай чаклун в міфології африканців розглядається, як надприродна, аномальна істота. Хауса вважають, що вбивши чаклуна потрібно знищити його тіло повністю (існує багато історій про спалення чаклунів, що мають під собою реальне підґрунтя), бо навіть одна крапля його крові може вбити вибрану жертву. Друга особливість чаклунів це те, що вони мають по всьому тілу безліч ротів, які з'являються за їх бажанням. У чага, іріму (про якого вже згадувалось вище) — це перевертень-леопард, у людському вигляді він має рот на потилиці.
Також чаклуни мають владу над деякими тваринами: совою, гієною, леопардом, левом, шакалом, змією тощо. Зулу вірять, що абатаґаті (чаклуни) посилають павіанів та диких кішок зі «злодійськими дорученнями», не рідко такими «слугами» оживлені покійники умкову (зомбі, у народів банту нзамбі) Поява умкову в краалі погана прикмета, бо передвіщає людську смерть. Крім цього чаклуни нібито вміють танцювати в повітрі, переміщатись вільно у просторі, гіпнотизувати, добре знаються на отрутах. Харчуються чаклуни за віруваннями африканців людською плоттю (недавно померлих), щоб прибавити собі сили, мудрості, хоробрості тощо.
Африканці вірять, що тварини також вміють перетворюватись у людей, як і люди в тварин. Не рідко такі тварини-перевертні приходять в людські села і одружуються на людських жінках і приводять їх у свої села де живуть такі ж тварини-перевертні. Єдине їх бажання з'їсти дівчину, але зазвичай їм заважає це зробити брат чи сестра головної героїні або добра тварина.
У Східній Африці вірять, що ванґа (чаклуни) мають звичку стукати у ночі в двері звичайних людей, щоб ті відкрили. Гіпнозом чаклуни змушують людей іти до лісу де чаклуни їх вбивають.
Юну дівчину, яка нещодавно вийшла заміж за чоловіка, який жив далеко від її будинку, одного разу вночі розбудила свекруха. Вона повела дівчину в лощину, де та побачила людей, «а також привидів, павіанів і багатьох інших тварин». Свекруха принесла з собою два посоха, чорний і коричневий. Наказавши присутнім сісти, вона махнула в їх сторону чорним посохом, і вони померли. Потім вона махнула коричневим посохом, і всі повернулися до життя. Потім чаклунка простягнула посохи невістці і веліла виконати те ж саме. Дівчина махнула «тим посохом, що вбиває» і кинулася додому, щоб розповісти про все чоловікові. Зранку вождь села скликав жителів і виявив, що багато хатини порожні. Тоді він вирушив зі своєю дружиною до місця нічного шабашу і знайшов там мертвих людей. Свекруха дівчини змахнула коричневим посохом, і всі вони ожили. Дівчина ж повернулася до батьків, яким заявила: «Мене видали заміж у село чаклунів; вони і мене намагалися навчити чаклувати». Дізнавшись про відхід невістки, свекруха дуже розсердилася і наступної ж ночі відправила за дівчиною обе (казкова тварина величезних розмірів). Даремно дівчина намагалася розбудити батьків та інших людей в крааль, чаклуни витягли її з хатини і жорстоко побили своїми палицями. Обе приніс дівчину в хатину, і вранці батьки побачили, що все тіло дочки розпухло і покрите синцями. Те ж траплялося ще двічі, а на четвертий раз озброєні чоловіки, що причаїлися в засідці за наказом знахаря, вбили обе. На наступний ранок в село прийшла чаклунка і попросила віддати їй шкуру обе, але їй відмовили. Незабаром чаклунку вигнали з її власного села, і вона «пішла назавжди».

## Взаємовплив африканської й індоєвропейської міфологій у світовій культурі
У Східній Африці широко розповсюджені казки з відомої збірки «1001 ночі». Очевидно, це вплив сусідніх арабських племен на корінне населення Африки. Деякий вплив на розвиток фольклору Східної Африки мала й Індія. Історію про «Віслюка мийника» можна зустріти і в «Сумсумара джатака», а коріння історії «Купи золота» варто шукати у «Веддабха джатака».

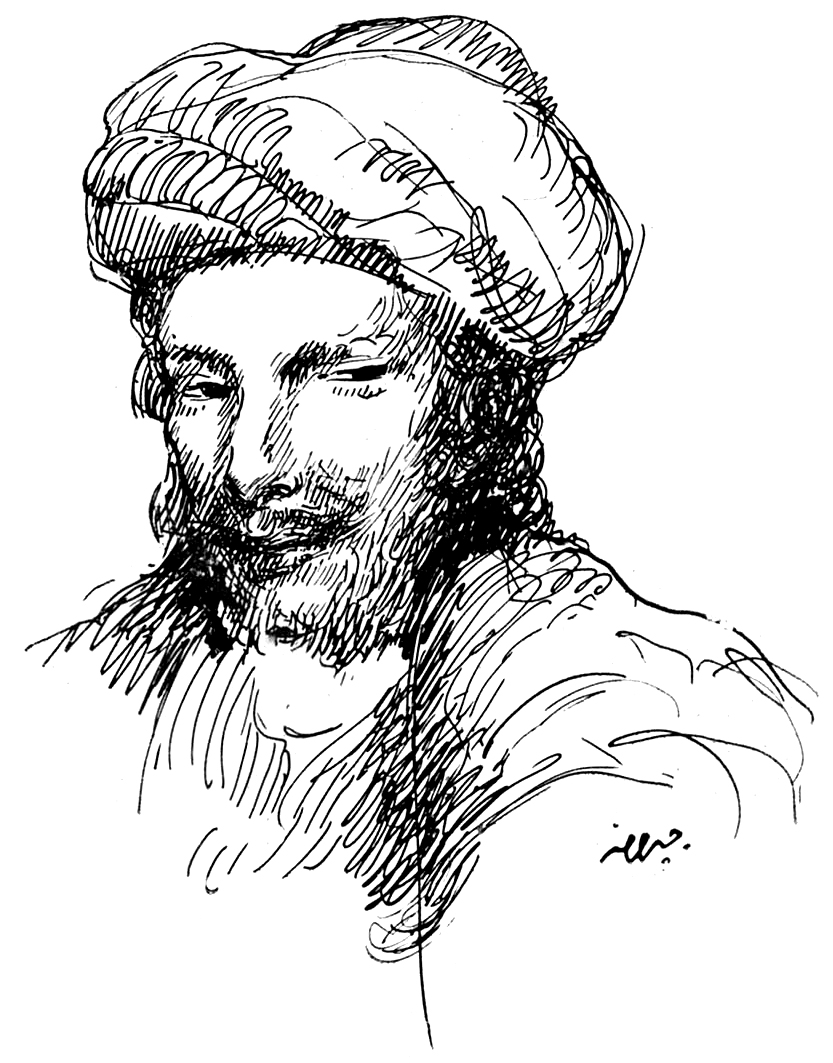
Абу-Нувас — знаний, як Банавасі у суахілі

Арабські історії про Абу-Нуваса (хитрун-трикстер, як і Джоха) змішались із традиційними африканськими міфами та казками про Зайця. На мові суахілі Абу Нуваса називають Банавасі. Це ім'я також слугує епітетом для Зайця. Гарун аль-Рашид стає просто «султаном» чи «вождем», а в Мозамбіку цей персонаж перетворився в португальського губернатора Мозамбіку.
Не рідко в африканських міфах переплітається християнські і мусульманські вірування (наприклад, у попередньому розділі Пацюк говорив про Аллаха). Із так званих «сучасних» міфів історій, що з'явились порівняно не давно. Наприклад поява християнства в племені буу народу покомо. Еліс Вернер запевняла, що вона так і не змогла познайомитись із жінкою, що колись давно стала свідком тих надзвичайних подій. Це плем'я у другій половині XIX століття деградувало через поширення пияцтва серед населення. Із соку деяких видів пальм плем'я готувало алкогольний напій. Кількість цих пальм через надрізи на стовбурах, з яких добували сік, поступово зменшувалась. І ось якось представника племені Мпембе, відвідав білошкірий чоловік, в білому довгому одязі з довгим волоссям. Він дорікав племені за гріхи і наказав Мпембе переконати співплемінників покинути свої гріховні звички. Очевидного результату слова цього чоловіка, що був знахарем у племені, не мали.
Очевидцями дивного видіння стали троє дівчат, що на рисових полях відганяли пташок від дозріваючих колосків. Цей чоловік повідомив, що востаннє попереджає плем'я покинути гріховний шлях інакше вони будуть покарані. Жертвою його гніву став п'яниця, що хотів видертись на пальму і не послухав заборони цього чоловіка. Потім він наказав, щоб тіло померлого забрали. Після цих слів зчинилася буря і чоловік піднявся в небо. А Мпембе в цей час нібито отримав надприродне послання, про те, що трапилось з трьома дівчатами, він повідомив про це людям і сказав, що треба поспішити туди та забрати додому наляканих дівчат. Та на жаль навіть це попередження не допомогло. Зрештою, річка Тана змінила місце течії, і плем'я буу змушене було покинути плодючі землі. Потім на території буу загинули всі пальмові дерева з яких виготовляли алкогольний напій.
Про виникнення цієї історії існує декілька версій: за однією ця історія була вигадана якимось бродячим ченцем-місіонером, за іншою ця історія продукт народної міфотворчості, що зазнала впливу християнського віровчення ще до заснування місії Нейкірхен у 1887 році.

### Африканська міфологія у мистецтві

«Авіньйонські дівчата». Пабло Пікассо

Пабло Пікассо в картині «Авіньйонські дівчата» використав мотиви африканської маски, що експонувалась на одній із виставок.
У скульптурі і картинах Макса Ернста також багато алюзій на витвори африканського мистецтва.
Деякі роботи Фернана Леже, в тому числі його гобелен «Сотворіння світу» з музею Бьо в Провансі, засвідчують про гарну обізнаність автора з африканськими масками. На гобелені зображена маска Гулі Баїле з рогами.

### Африканська міфологія в кінематографі
Мультиплікаційний фільм створений за мотивами західноафриканських казок «Кіріку і Чаклунка» (Франція, 1998).
Мультиплікаційний фільм, мідквел, «Кіріку і дикі тварини» (Франція, 2005).
Мультиплікаційний фільм «Павучок Анансі» (СРСР, 1970)

### Африканська міфологія в літературі
У Ніла Ґеймана є роман «Діти Анансі» де головним героєм є павук Анансі — улюблений персонаж багатьох західноафриканських міфів.
Фентезійний роман Алана Діна Фостера «По Мислячим королівствам» має за основу африканську міфологію.
Подорожі Миколи Гумільова до Абісинії, африканський фольклор і міфологія вплинули на його поезію.

### Російською мовою
- Африка: Взаимодействие культур. — Москва, 1989. (рос.)
- Волшебный цветок / В кн.: Сказки Восточной Африки. — Москва : Наука, 1987. — С. 145-147. (рос.)
- Глаголев С. Мистерии на берегах Конго. — Сергиев Посад, 1908. — С. 11. (рос.)
- Громыко Ан. А. Маски и скульптура Тропической Африки. — Москва, 1985. (рос.)
- Евзлин М. Космогония и ритуал. — Москва : Владос, 1993. — С. 137-138. (рос.)
- Евсюков В. В. Мифы о мироздании. — Москва : Молодая гвардия, 1986. — С. 48. (рос.)
- Иорданский В. Б. Звери, люди, боги. — Москва : Академический проект, 2005. — С. 34-35, 279,. (рос.)
- Куценков П. А. Маски в традиционных культурах Африки // Пути развития театрального искусства Африки. — Москва, 1981. (рос.)
- Маковский М. М. Сравнительный словарь мифологической символики в индоевропейских языках. Образ мира и миры образов. — Москва : Академический проект, 1996. — С. 107. (рос.)
- Непомнящий Н.Н. Кривцов Н.В. Неведомая Африка. — Москва : Изд-во института Африки РАН, 2004. — С. 177. (рос.)
- Сказки Африки. — Москва : Владос, 2002. — С. 35. (рос.)
- Сказки народов Африки. — Москва; Ленинград : Художественная литература, 1959. — С. 19-20. (рос.)
- Сын ветра / В кн.: Сказки Центральной и Южной Африки. — Москва : Молодая гвардия, 1989. — С. 16. (рос.)
- Традиционные и синкретические религии Африки. — Москва, 1986. (рос.)
- Мифы и религии мира / Учебное пособие. Сост. С.Ю. Неклюдов. — Москва : РГГУ, 2004. (рос.)